# Le Radeau de la Méduse
Vous lisez un « article de qualité » labellisé en 2014.
Pour les articles homonymes, voir Le Radeau de la Méduse (homonymie), Radeau (homonymie) et Méduse.
Le Radeau de la Méduse est une peinture à l'huile sur toile, réalisée de 1818 à 1819 par le peintre et lithographe romantique français Théodore Géricault (1791-1824).
Son titre initial, donné par Géricault lors de sa première présentation, est Scène d'un naufrage. Ce tableau, de très grande dimension (environ 5 m de haut pour 7 m de large), représente un épisode tragique de l'histoire de la marine coloniale française : le naufrage de la frégate Méduse. Celle-ci est chargée d'acheminer le matériel administratif, les fonctionnaires et les militaires affectés à ce qui deviendra la colonie du Sénégal. À la suite d’une erreur de navigation, elle s'échoue le 2 juillet 1816 sur un banc de sable, un obstacle bien connu des navigateurs situé à une soixantaine de kilomètres des côtes de l'actuelle Mauritanie. La quasi-totalité des passagers et de l’équipage quitte l’épave le 4 ou le 5 juillet en embarquant sur quatre canots, deux chaloupes et un grand radeau de fortune construit à la hâte : au moins 147 personnes se maintiennent à la surface de l'eau sur ce radeau qui est abandonné en pleine mer par les six autres embarcations pourtant censées le remorquer ; seules quinze personnes sont secourues douze ou treize jours plus tard, le 17 juillet, par l'Argus, un brick revenu en direction de l’épave ; les autres sont mortes sur le radeau et ont été jetées à la mer après avoir enduré la faim, la déshydratation, la folie et même l'anthropophagie. À bord de l'Argus, cinq des survivants meurent néanmoins en route, ou peu après leur arrivée à Saint-Louis.
L'événement devient un scandale d'ampleur nationale en France, en partie parce qu'un capitaine français servant la monarchie restaurée depuis peu est jugé responsable du désastre, en raison de son incompétence.
Le Radeau de la Méduse présente une certaine continuité avec les courants picturaux sur les guerres, antérieurs au romantisme, tel qu'on se le représente, notamment dans le choix du sujet et le caractère dramatique de la représentation, mais rompt de manière nette avec l'ordre et la quiétude de la peinture néo-classique. En choisissant de représenter cet épisode tragique pour sa première œuvre d'importance, Géricault, âgé de 27 ans, a conscience que le caractère récent du naufrage suscitera l'intérêt du public et lui permettra de lancer sa jeune carrière. Cependant, l'artiste s'est également pris de fascination pour cet événement et réalise ainsi d'abondantes recherches préparatoires et plusieurs esquisses avant d'entamer la création du tableau. Il rencontre en effet deux des survivants de la catastrophe, construit un modèle réduit très détaillé de la structure du radeau et se rend même dans des morgues et des hôpitaux afin de voir de ses propres yeux la couleur et la texture de la peau des morts ou des mourants.
Ainsi que Géricault le pressent, le tableau provoque la controverse lors de sa première présentation à Paris, au Salon de 1819 : certains s'en font les ardents défenseurs, tandis que d'autres le fustigent immédiatement. Peu après, l’œuvre est exposée à Londres, ce qui achève d'établir la réputation du jeune peintre en Europe. Aujourd'hui, cette œuvre compte parmi les plus admirées du romantisme français et son influence est perceptible dans les créations de peintres comme Turner, Delacroix, Courbet ou encore Manet. Le tableau, qui souffre d'un assombrissement irréversible dû à un apprêt au bitume de Judée ou à une huile rendue trop siccative par un ajout abondant d'oxyde de plomb et de cire, est conservé au musée du Louvre, qui l'avait acheté à un ami de l'artiste peu après la mort prématurée de ce dernier en 1824.

## Le sujet du tableau: le sauvetage catastrophique de laMéduseà la suite de son échouage

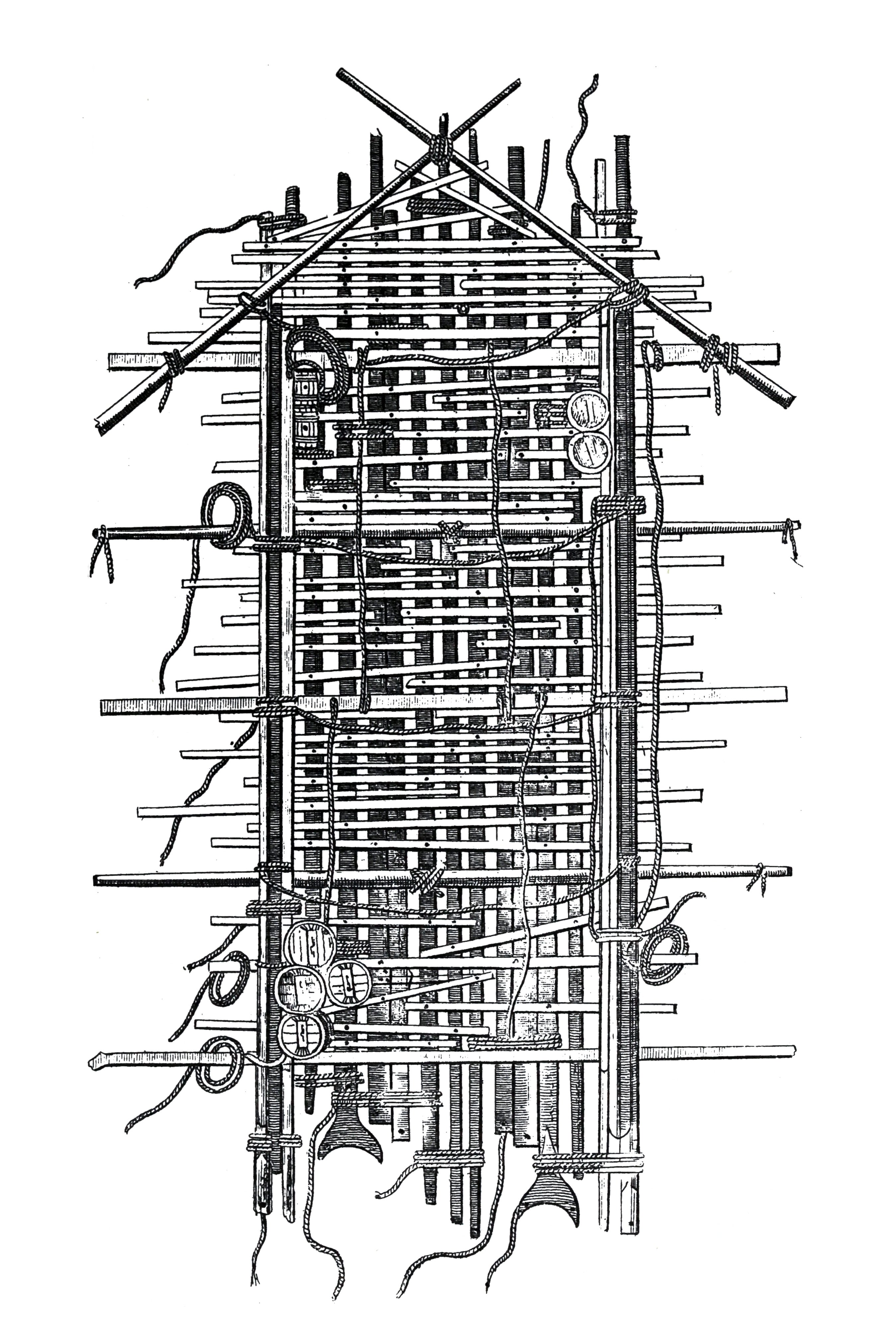
Plan du radeau de la Méduse au moment de son abandon.

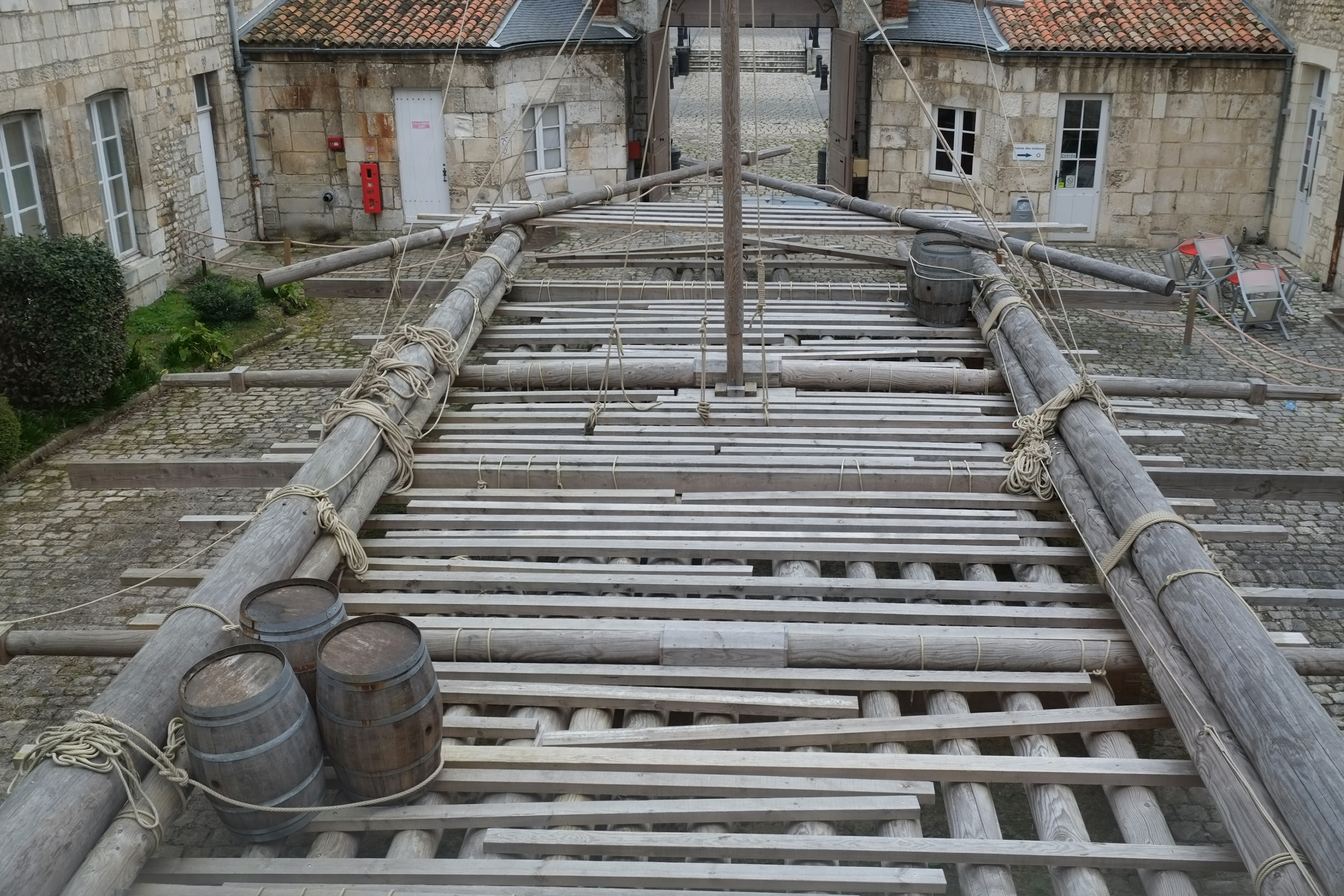
Le radeau de la Méduse reconstitué à l'échelle 1, visible dans la cour du musée de la Marine à Rochefort.

En 1815, la Seconde Restauration de la maison de Bourbon sur le trône de France sous l'égide de Louis XVIII, permet à la France de réaffirmer sa domination sur la colonie du Sénégal reprise à l'Empire colonial britannique. Ce changement géopolitique majeur est officialisé par le traité de Paris. Le 17 juin 1816, la frégate Méduse appareille de l'île d'Aix, avec pour objectif de rétablir la domination coloniale française en Afrique de l'Ouest à partir du port sénégalais de Saint-Louis. Elle mène une flottille formée de trois autres appareils : le navire de combat Loire, le brick Argus et la corvette Écho. À bord de la Méduse se trouvent environ 400 passagers, dont le colonel Julien Schmaltz, nouveau gouverneur du Sénégal, ainsi que des scientifiques, des soldats napoléoniens, des troupes coloniales — dont des Asiatiques — et des colons,.
Le commandant Hugues Duroy de Chaumareys, un vicomte limousin revenu d'exil, est nommé capitaine de la Méduse en dépit du fait qu'il n'a pas navigué depuis plus de vingt ans,. En voulant prendre de l'avance et en dépassant les trois autres bateaux, la frégate dévie de sa trajectoire de 160 kilomètres vers l’est et quitte donc la route prévue. Le 2 juillet, la Méduse s'échoue sur le banc d'Arguin, à environ trente milles de la côte mauritanienne. L'équipage construit un radeau avec des espars (assemblés par des cordages et sur lesquels sont clouées des planches qui forment un caillebotis glissant et instable) pour délester la frégate de ses lourdes marchandises, à l'exception des 44 canons, et la déséchouer.
Les opérations de remise à flot s'avèrent vaines : des avaries surviennent le 5 juillet et la mer devient mauvaise, rendant l'évacuation nécessaire. Dix-sept marins restent à bord de la frégate afin de tenter de la ramener à bon port ; 233 passagers, dont Chaumareys, Schmaltz et sa famille, embarquent sur quatre canots et deux chaloupes afin de gagner la terre ferme, à douze lieues de là (environ 50 à  60 km) ; 149 marins et soldats, dont une femme de couleur noire, s'entassent sur le radeau de fortune non prévu pour transporter des hommes. Incapable de manœuvrer, le radeau est remorqué par quatre canots et l’une des deux chaloupes, grâce à des aussières (gros cordages). Long de vingt mètres et large de sept, le radeau menace d'être submergé lorsqu'il est pleinement chargé. Le remorquage est difficile et l'ensemble chaloupe-canots-radeau tend à dériver vers le large, si bien que les officiers responsables des canots décident de larguer les aussières. Le commandant de Chaumareys choisit ainsi d'abandonner à leur sort les passagers du radeau, avec leurs maigres vivres. Les infortunés, sous les ordres de l'aspirant de première classe Jean-Daniel Coudein, ne disposent plus que d'un paquet de biscuits (tombées à l'eau, les 25 livres de biscuit ne forment plus qu'une pâte), consommé le premier jour, de deux barriques d'eau douce et de six barriques de vin.
Les autres bateaux de sauvetage se séparent, et certains parviennent jusqu'à Saint-Louis, tandis que d'autres accostent le long de la côte et perdent des membres de l'équipage en raison de la chaleur et du manque de nourriture. 
La situation se dégrade rapidement à bord du grand radeau qui dérive sur l'océan : les naufragés, pétris de peur, se disputent et font tomber leurs barriques d'eau douce dans l'océan, se reportant sur les barriques de vin pour étancher leur soif. Au septième jour, il ne reste que 27 survivants dont la moitié agonise. La faim, la colère, le délire éthylique ont poussé quelques désespérés à se jeter à l'eau ou à se livrer à des actes d'anthropophagie (cannibalisme de survie) alors que, physiologiquement, les hommes peuvent survivre sans manger plusieurs semaines. Les officiers décident de jeter les blessés à la mer afin de conserver les rations de vin pour les hommes valides. Au bout de douze ou treize jours, le 17 juillet, le radeau est repéré par le brick Argus, alors qu'aucun effort particulier n'était entrepris pour le retrouver : l’Argus avait en fait été dépêché par Chaumareys depuis Saint-Louis pour retrouver l’épave de la Méduse et récupérer des biens laissés en cale ainsi que d’éventuels survivants. Il ne reste à bord du radeau que quinze rescapés, qui sont suspectés de s'être entretués ou d'avoir jeté les autres par-dessus bord, voire d'avoir commis des actes de cannibalisme. La plupart des naufragés seraient morts de faim ou se seraient jetés à l'eau de désespoir. Quatre ou cinq hommes meurent dans les jours qui suivent à bord de l’Argus qui refait route sur Saint-Louis. Selon le critique d'art Jonathan Miles, la mésaventure vécue par ces hommes sur le radeau de la Méduse les a conduits « aux frontières de l'existence humaine. Devenus fous, reclus et affamés, ils massacrèrent ceux qui comptaient se rebeller, mangèrent leurs compagnons décédés et tuèrent les plus faibles,. » Au total, le naufrage cause la mort de 160 personnes, dont Pierre Milhiet de Menetou-Salon, qui ne fut identifié que bien plus tard.
Lorsque la marine britannique retrouve l’épave échouée de la Méduse, cinquante-deux jours plus tard (ou le 4 septembre selon d’autres sources), seuls trois des dix-sept marins restés à bord sont encore en vie.
Cette catastrophe est source d'embarras pour la monarchie française nouvellement restaurée : l'incompétence manifeste du commandant de Chaumareys ne révèle que trop bien le fait que sa nomination est due à ses relations avec le pouvoir,,.

## La réalisation du tableau

### Travaux préparatoires

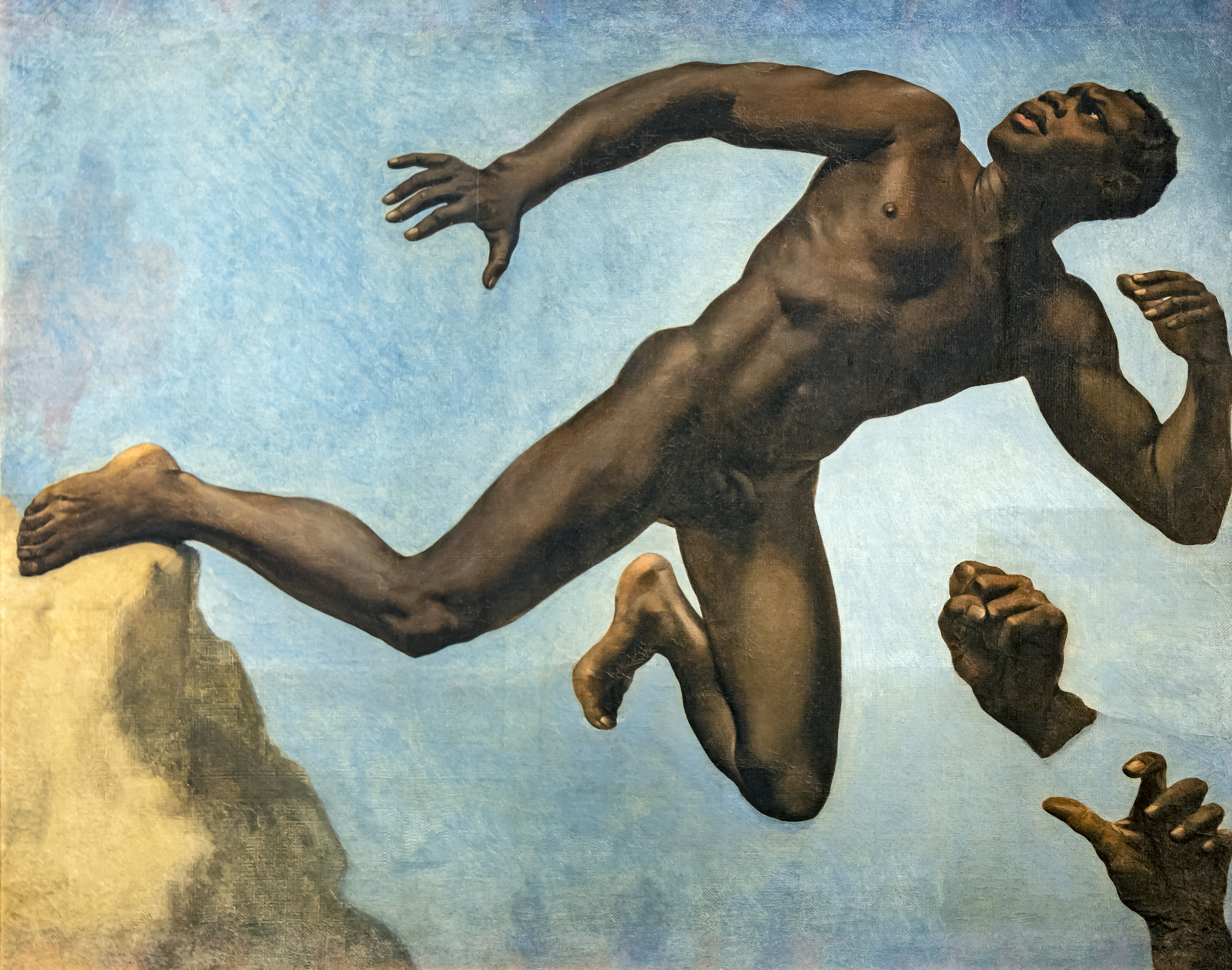
Etude d'après le modèle Joseph, 1839 - Théodore Chassériau.
Le modèle Joseph a posé pour Géricault pour Le Radeau de la Méduse.

Géricault, revenant à Paris après un long voyage d'étude en Italie, découvre par hasard la première édition du récit du naufrage qui date du 22 novembre 1817, il s'agit de la publication de deux survivants du drame, le second chirurgien Henri Savigny et l'ingénieur-géographe Alexandre Corréard. Les horreurs du naufrage sont aussi connues du public grâce à l'indiscrétion du ministre de la police Élie Decazes qui relâche volontairement la censure en laissant le rapport de Savigny (destiné normalement uniquement aux autorités maritimes) parvenir à la presse, ce qui lui permet de torpiller le ministre ultra de la Marine François-Joseph de Gratet.
Stupéfié par l'ampleur médiatique que prend le naufrage, Géricault pense que la réalisation d'une représentation picturale de l’événement pourrait contribuer à établir sa réputation,. Après avoir pris la décision de réaliser le tableau, il entreprend des recherches approfondies avant de commencer la peinture. Au début de l'année 1818, il rencontre Savigny et Alexandre Corréard ; le récit de leur ressenti lors de l'expérience du naufrage influence grandement la tonalité du tableau final. Selon les propos de l'historien de l'art Georges-Antoine Borias, « Géricault avait placé son atelier près de l'hospice Beaujon. Débuta alors une sombre descente. Une fois les portes refermées, il se plongeait dans son œuvre. Rien ne le repoussait ».
Lors de voyages effectués dans sa jeunesse, Géricault avait déjà été confronté à la vue de déments ou de pestiférés. Durant ses recherches préparatoires pour Le Radeau de la Méduse, son ambition de vérité historique et de réalisme vire à l'obsession d'observer le phénomène de rigidité cadavérique. Afin de réaliser la représentation la plus authentique possible des différents aspects de la chair des cadavres, il réalise plusieurs esquisses de dépouilles à la morgue de l'hôpital Beaujon, étudie le visage de patients sur le point de mourir, et emporte même dans son atelier quelques membres humains pour observer leur décomposition. Géricault dessine également une tête coupée empruntée à un asile et qu'il conserve dans le grenier de son atelier.
Avec trois survivants, dont Savigny et Corréard, ainsi qu'avec le charpentier Lavillette, il construit un modèle réduit extrêmement détaillé du radeau, lequel est reproduit avec la plus grande fidélité sur la toile finale — même les espaces entre les planches sont représentés. Géricault fait également poser des modèles, réalise un dossier comportant de la documentation sur l’événement, copie des tableaux d'autres artistes s'approchant du même thème, et se rend au Havre pour y observer la mer et le ciel. Bien que fiévreux, il se rend très fréquemment sur la côte afin de voir des tempêtes balayer le littoral. En outre, son voyage en Angleterre, durant lequel il rencontre d'autres artistes, est l'occasion pour lui d'étudier divers éléments du paysage marin lors de la traversée de la Manche,.
Il dessine et peint plusieurs esquisses alors qu'il choisit quel moment il souhaite représenter dans le tableau final. La conception de l’œuvre est lente et difficile, car Géricault hésite même à choisir un moment emblématique du naufrage, qui rendrait au mieux l'intensité dramatique de l'événement. Parmi les scènes qu'il pense choisir se trouvent notamment la mutinerie contre les officiers, survenue le deuxième jour passé sur le radeau ; les actes de cannibalisme, qui ne surviennent qu'après quelques jours ; et le sauvetage. Géricault opte finalement pour l'instant, raconté par l'un des survivants, où les naufragés voient l’Argus approcher au loin et tentent une première fois en vain de lui adresser un appel au secours. Le bateau est représenté par une petite forme de couleur grise au centre-droit du tableau, sur la ligne d’horizon. Comme l'exprime l’un des survivants, « nous passâmes de l'euphorie à une grande déception, à de profonds tourments ».
Dans la mesure où le public est alors bien informé des causes du désastre, le choix de la scène relève d'une volonté de figurer les conséquences de l'abandon de l'équipage sur le radeau, en se focalisant sur l'instant où tout espoir semblait perdu — l’Argus paraît à nouveau deux heures après et secourt les survivants. Un critique remarque cependant que le tableau comporte plus de personnages qu'il ne devait y en avoir à bord du radeau au moment du sauvetage. De plus, l'auteur note que le sauvetage se déroule un matin ensoleillé, avec une mer calme : Géricault choisit cependant de peindre le radeau en pleine tempête, avec un ciel noir et une mer démontée, sans doute pour renforcer le caractère dramatique de la scène.
| Image | Titre                                                                          | Date        | Technique                             | Dimensions                                  | Lieu de Conservation                         | Référence    |
| ----- | ------------------------------------------------------------------------------ | ----------- | ------------------------------------- | ------------------------------------------- | -------------------------------------------- | ------------ |
|       | Étude d'un modèle ou Étude de portrait pour Joseph                             | 1818-1819   | huile sur toile                       | 47 × 39 cm                                  | Los Angeles, Getty Center                    | Musée        |
|       | Étude de dos                                                                   | 1818-1819   | huile sur toile                       | 56 × 46 cm                                  | Musée Ingres-Bourdelle, Montauban            | Base Joconde |
|       | Portrait d'un naufragé ou Le Père étude pour Le Radeau de la Méduse            | 1818-1819)  | huile sur toile                       | 46,5 × 37,3 cm                              | Musée de Besançon                            | Base Joconde |
|       | Étude de pieds et de main                                                      | 1818-1819)  |                                       |                                             | Montpellier, musée Fabre                     |              |
|       | Étude de bras et de main                                                       | 1818-1819   | huile sur bois collé sur toile        | 18 × 33 cm                                  | Musée du Louvre, Paris                       | Base Joconde |
|       | Tête d'un homme guillotiné                                                     | 1818-1819   | huile sur panneau                     | 41 × 38 cm                                  | Art Institute of Chicago                     | Musée        |
|       | Têtes de suppliciés                                                            | 1810 années | huile sur toile                       | 50 × 61 cm                                  | Stockholm, Nationalmuseum                    | Musée        |
|       | Morceaux anatomiques (titre moderne) Étude de bras et jambes (titre ancien)    | 1818-1819   | huile sur toile                       | 37 × 46 cm                                  | Musée des Beaux-Arts de Rouen                | Base Joconde |
|       | Tête de jeune homme mort                                                       | 1819        | huile sur toile                       | 32 × 34,5 cm                                | Musée des Beaux-Arts de Rouen                | Base Joconde |
|       | Homme en buste, dit Le Charpentier de la Méduse                                | 1818 vers   | huile sur toile                       | 46,5 × 39 cm                                | Musée des Beaux-Arts de Rouen                | Base Joconde |
|       | Étude de tête d'homme, d'après le modèle Gerfant pour Le Radeau de la Méduse ? | 1818-1819   | huile sur toile                       | 56 × 46 cm                                  | musée d'art Roger-Quilliot, Clermont-Ferrand | Base Joconde |
|       | Voilier sur une mer déchaînée                                                  | 1818-1819   | aquarelle opaque sur craie noire      | 15 × 25 cm                                  | Getty Museum, Los Angeles                    | Musée        |
|       | Scène du Déluge                                                                | 1818-1820   | huile sur toile                       | 97 × 130 cm                                 | Musée du Louvre                              | Base Joconde |
|       | Scène de l'épidémie de fièvre jaune à Cadix                                    | 1819 vers   | huile sur toile                       | 38 × 46 cm                                  | Musée des Beaux-Arts de Virginie, Richmond   | Musée        |
|       | Cannibalisme sur le radeau de la Méduse Étude préparatoire                     | 1818        | crayon, lavis, et gouache sur papier, | 28 × 38 cm musée du Louvre, Arts Graphiques | Notice du Louvre                             |              |
|       | Le Radeau de la Méduse (première esquisse)                                     | 1818        | huile sur toile                       | 37,5 × 46 cm                                | musée du Louvre, Paris                       | Base Joconde |
|       | Le Radeau de la Méduse (deuxième esquisse)                                     | 1818        | huile sur toile                       | 65 × 83 cm                                  | musée du Louvre, Paris                       | Base Joconde |
|       | Le Radeau de la Méduse                                                         | 1818-1819   | huile sur toile                       | 491 × 716 cm                                | Musée du Louvre                              | Base Joconde |

### L'exécution du tableau
Après s'être réconcilié avec sa tante, Géricault se rase le crâne et s'astreint à une discipline de vie monastique dans son atelier du Faubourg-du-Roule, de novembre 1818 à juin 1819. Il ne sort que très rarement, et uniquement le soir, à tel point que sa concierge lui apporte ses repas. Il vit dans une petite chambre attenante à l'atelier avec son assistant âgé de 18 ans, Louis-Alexis Jamar ; les deux se disputent parfois et, un soir, Jamar s'enfuit et ne revient que deux jours plus tard, après que Géricault réussit à le persuader. L'artiste, dont l'atelier est très bien rangé, travaille méthodiquement et dans le silence le plus complet : il trouve que le simple bruit d'une souris brise sa concentration.
Géricault a l'habitude de faire poser ses amis, et notamment Eugène Delacroix (1798-1863), qui servit de modèle au personnage situé au premier plan, le jeune homme du centre gisant sur le ventre,. Deux des survivants servent de modèles pour les personnages figurés par des ombres au pied du mât ; trois visages sont peints d'après ceux d'Alexandre Corréard, Henri Savigny et Lavillette. Jamar, quant à lui, pose nu pour le jeune homme mort au premier plan, sur le point de tomber à l'eau, et sert également de modèle à deux autres personnages.
L'artiste peint avec de petits pinceaux et des huiles visqueuses, ce qui lui laisse peu de temps pour modifier son travail ; la peinture est sèche le lendemain matin. Il conserve chaque couleur séparément, à l'écart des autres : sa palette comporte du vermillon, du blanc, du jaune de Naples, quatre ocres différents (deux jaunes et deux rouges), deux terres de Sienne (une pure et une brûlée), un rose foncé, du carmin, du bleu de Prusse, du gris-noir obtenu avec des noyaux de pêche brûlés, du noir d'ivoire et du bitume de Judée pour apprêter la toile. Ce dernier donne un aspect velouté et lustré à la peinture une fois appliquée, mais au bout d'une longue période se forme une pellicule noire indélébile, même par une restauration, et la toile se resserre, ce qui provoque le craquèlement de la surface du tableau. Par conséquent, certains détails deviennent aujourd'hui très difficiles à distinguer.

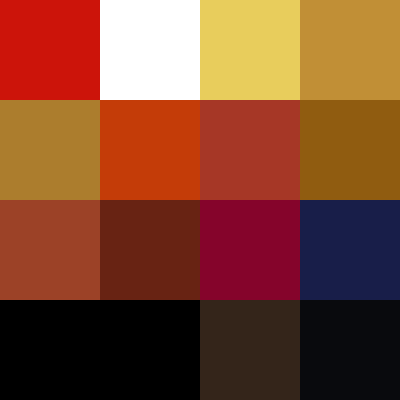
Les seize couleurs de la palette de Géricault utilisées dans le tableau : vermillon, blanc, jaune de Naples, ocre jaune, ocre d'or, ocre rouge, ocre rouge foncée, terre de Sienne naturelle, rouge de Mars, terre de Sienne brûlée, laque carminée, bleu de Prusse, noir de pêche, noir d'ivoire, terre de Cassel, bitume de Judée.

Géricault réalise une esquisse de la composition finale sur la toile. Il fait alors poser chaque modèle séparément, et peint les personnages à la suite les uns des autres, à l'inverse de la méthode traditionnelle suivant laquelle le peintre travaille d'emblée sur la composition entière. Son attention particulière portée à des éléments ainsi individualisés donne à l’œuvre « une matérialité troublante » et témoigne d'une recherche de théâtralité — ce que certains critiques de l'époque considèrent comme un défaut. L'artiste, détourné de son œuvre par d'autres projets de moindre importance, réalise le tableau final en huit mois ; l'ensemble du projet lui prend en tout plus d'un an et demi. Montfort, un de ses amis, déclare plus de trente ans après l'achèvement de l’œuvre :

« [La méthode de Géricault] me fascinait tout autant que sa prolificité. Il peignait directement sur la toile blanche, sans esquisse grossière ou une quelconque préparation, hormis les contours nettement tracés, et pourtant son œuvre était parfaitement structurée. J'étais frappé par l'attention extrême qu'il manifestait en observant le modèle, avant de poser le pinceau sur la toile. Il semblait s'exécuter lentement, alors qu'en réalité il peignait très rapidement, disposant chaque touche de peinture à sa place et n'ayant que rarement besoin d'effectuer des rectifications. On voyait un mouvement à peine perceptible de son corps ou de ses bras. Son expression était tout à fait paisible,... »

## Description de l’œuvre
Le Radeau de la Méduse dépeint le moment où, après douze ou treize jours passés à dériver sur le radeau, les quinze survivants voient un bateau approcher au loin, alors même que l'état de l’embarcation de fortune est proche de la ruine. La monumentalité du format (491 × 716 cm) fait que les personnages en arrière-plan sont à échelle humaine, et que ceux au premier plan sont même deux fois plus grands qu'un homme : proches du plan de l’œuvre, entassés, les personnages créent un effet d'immersion du spectateur dans l'action du tableau.

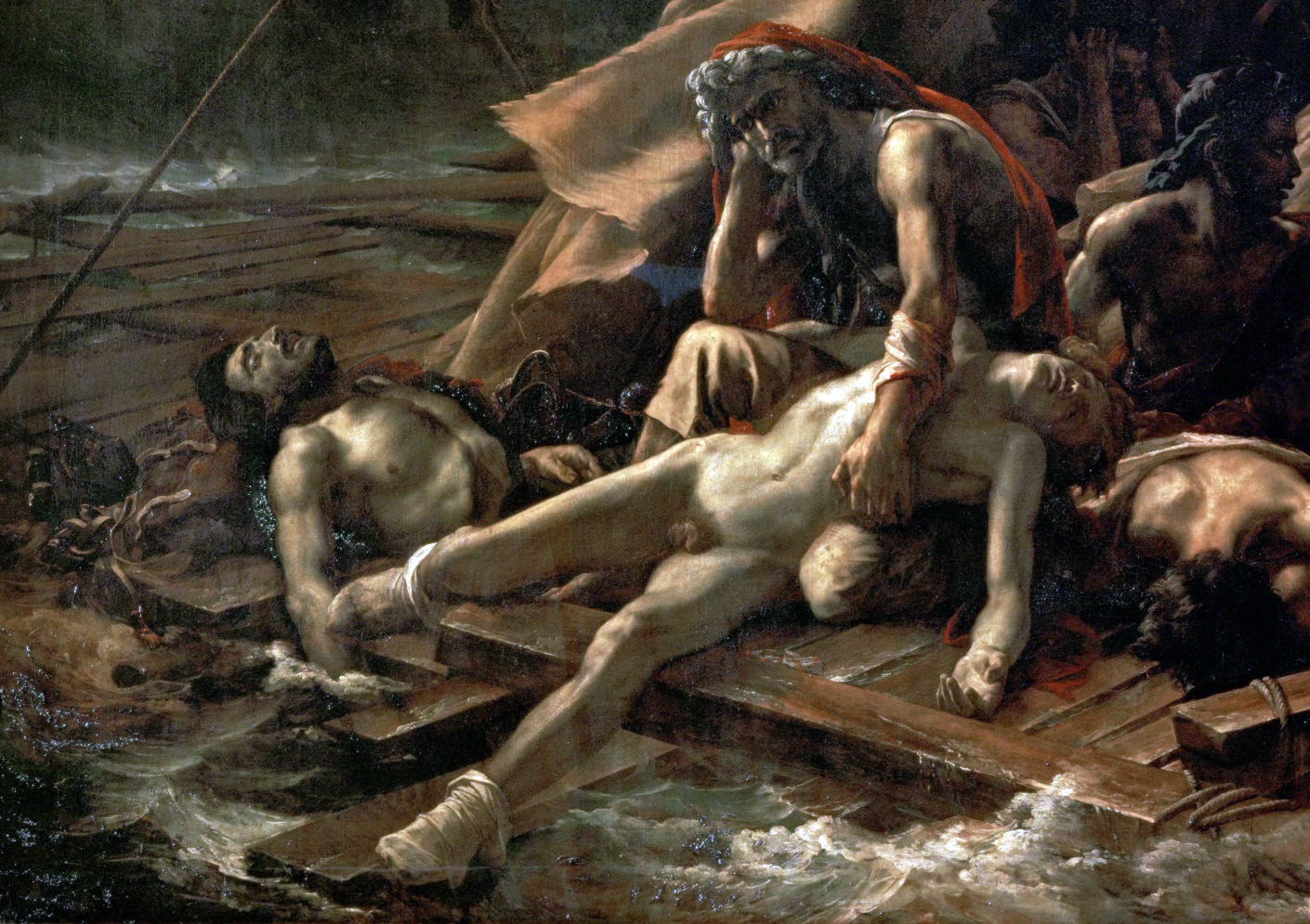
Détail du coin en bas à gauche de la toile, montrant deux personnages mourants.

Le radeau de fortune semble sur le point de sombrer, voguant dans une mer déchaînée, tandis que les naufragés sont représentés totalement anéantis et désemparés. Un vieil homme tient la dépouille de son fils sur ses jambes ; un autre pleure de rage, abattu ; un cadavre sans jambes à gauche évoque les pratiques anthropophages qui ont eu lieu sur le radeau réel tandis que des taches éparses de rouge sang rappellent les affrontements. Plusieurs corps jonchent le radeau, au premier plan, et sont sur le point de tomber à l'eau en raison de la houle. Les hommes au milieu de l'embarcation viennent d'apercevoir un bateau au loin ; l'un d'entre eux le montre du doigt, tandis qu'un membre africain de l'équipage, Jean-Charles, se tient debout sur une barrique vide et agite sa chemise en l'air afin d'attirer l'attention du navire.
La composition picturale est essentiellement basée sur trois structures pyramidales. La première est formée par le mât et les cordages qui le tiennent. Elle englobe la seconde à la gauche du tableau, formée par des hommes morts ou désespérés. La troisième met en scène, à sa base, des cadavres et des mourants, desquels émergent les survivants ; à son sommet culmine l'espoir de sauvetage, avec la figure centrale d'un homme noir agitant sa chemise. Certains y ont vu une critique de l'Empire colonial français conservateur et esclavagiste. Géricault peint comme héros central un homme noir. Son modèle est Joseph, un Haïtien qui a posé pour lui et d'autres artistes. Il s'agit du premier héros de la peinture occidentale sans nom et vu de dos.
Le tableau serait une œuvre hostile à la Restauration et aux émigrés, mais aussi une dénonciation de l'esclavage. C'est pourquoi Géricault y peint trois figures d'hommes noirs (pour lesquels seul Joseph a posé), alors qu'il n'y en aurait eu qu'un seul parmi les rescapés en plus d'une cantinière jetée à l'eau le 13 juillet en compagnie d'autres blessés. L'artiste semble prendre position contre la traite négrière, qui se pratique toujours malgré son interdiction supposée.
Le tableau est construit sur la règle des tiers qui découpe la toile en trois parties égales en hauteur et en largeur et attire l'œil sur les éléments principaux placés à la rencontre des lignes de force qui quadrillent la peinture. La ligne d'horizon séparant la mer du ciel est placée en hauteur et découpe au loin une mer calme alors que Géricault la rend très agitée autour du radeau, accentuant le côté dramatique de la scène. Ce faisant, il commet une erreur en peignant une vague déferlante (modèle des vagues du Havre) alors que la côte mauritanienne est balayée par une houle océanique qui se brise doucement sur une barre.

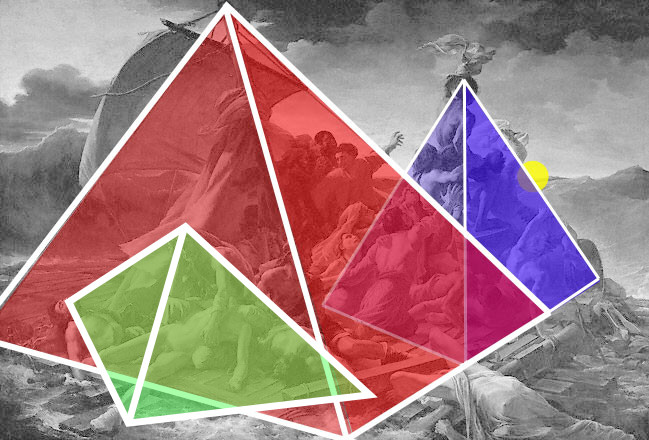
Schéma indiquant les trois pyramides et les diagonales composant la structure du tableau. La position de l’Argus est matérialisée par un point de couleur jaune à l’horizon.

L'attention du spectateur est en premier lieu dirigée vers le centre de la toile, puis sur le mouvement des survivants, montrés de dos et avançant vers la droite du tableau. Selon l'historien de l'art Justin Wintle, « une dynamique diagonale et horizontale nous conduit des cadavres en bas à gauche de l’œuvre aux vivants dans le coin opposé ». Deux autres lignes diagonales sont utilisées pour renforcer la tension dramatique. L'une d'entre elles suit le mât et son gréement, et conduit l’œil du spectateur vers une vague en passe de submerger le radeau, tandis que la seconde, qui suit les corps jonchant l'embarcation, mène vers la silhouette lointaine de l’Argus.
Certains naufragés sont peints les pieds bandés. Une rumeur veut que Géricault ne soit pas très doué pour représenter les pieds et ait masqué cette difficulté en bandant les pieds avec des tissus. En réalité, les rescapés lui avaient expliqué qu'ils protégeaient la peau de leurs pieds constamment immergés avec des bouts de tissu.
La palette de Géricault est composée de couleurs aux tons pâles, afin de représenter la chair des personnages, ainsi que de couleurs sombres pour les vêtements, le ciel et l'océan. Cependant, ce sont les couleurs sombres qui dominent, en raison de l'usage de pigments bruns ; Géricault pense que ce choix permet de mieux suggérer le caractère tragique de la scène. La lumière dans l’œuvre, qui présente de violents contrastes entre la clarté et l'obscurité, est qualifiée de « caravagesque », période ténébriste. En outre, pour représenter l'océan, Géricault utilise un vert très sombre au lieu d'un bleu profond, ce qui aurait pu créer un contraste avec les couleurs du radeau et des personnages. Les rayons qui percent la couche nuageuse donnent une lumière crépusculaire qui accentue le côté dramatique de la scène en éclairant les corps des cadavres. Du lieu lointain où se trouve le navire de secours brille un point lumineux qui ajoute de la lumière à une scène très sombre.

## Influences: des maîtres de la Renaissance au classicisme français

### Influence principale: le néoclassicisme français
Le Radeau de la Méduse emprunte beaucoup d'éléments aux peintres contemporains de Géricault comme Jacques-Louis David (1748-1825) et Antoine-Jean Gros (1771-1835) qui peignent des événements d'actualité de manière monumentale. Au XVIIe siècle, les naufrages deviennent un lieu commun de la marine, alors même que ceux-ci sont de plus en plus fréquents, devant l'augmentation du trafic maritime. Claude Joseph Vernet (1714-1789) réalise un grand nombre de ce type d’œuvres, parvenant à rendre les couleurs de manière très fidèle à la réalité — au contraire de la plupart des artistes d'alors ; il aurait d'ailleurs dressé lui-même un mât sur un bateau, afin de vivre une tempête.

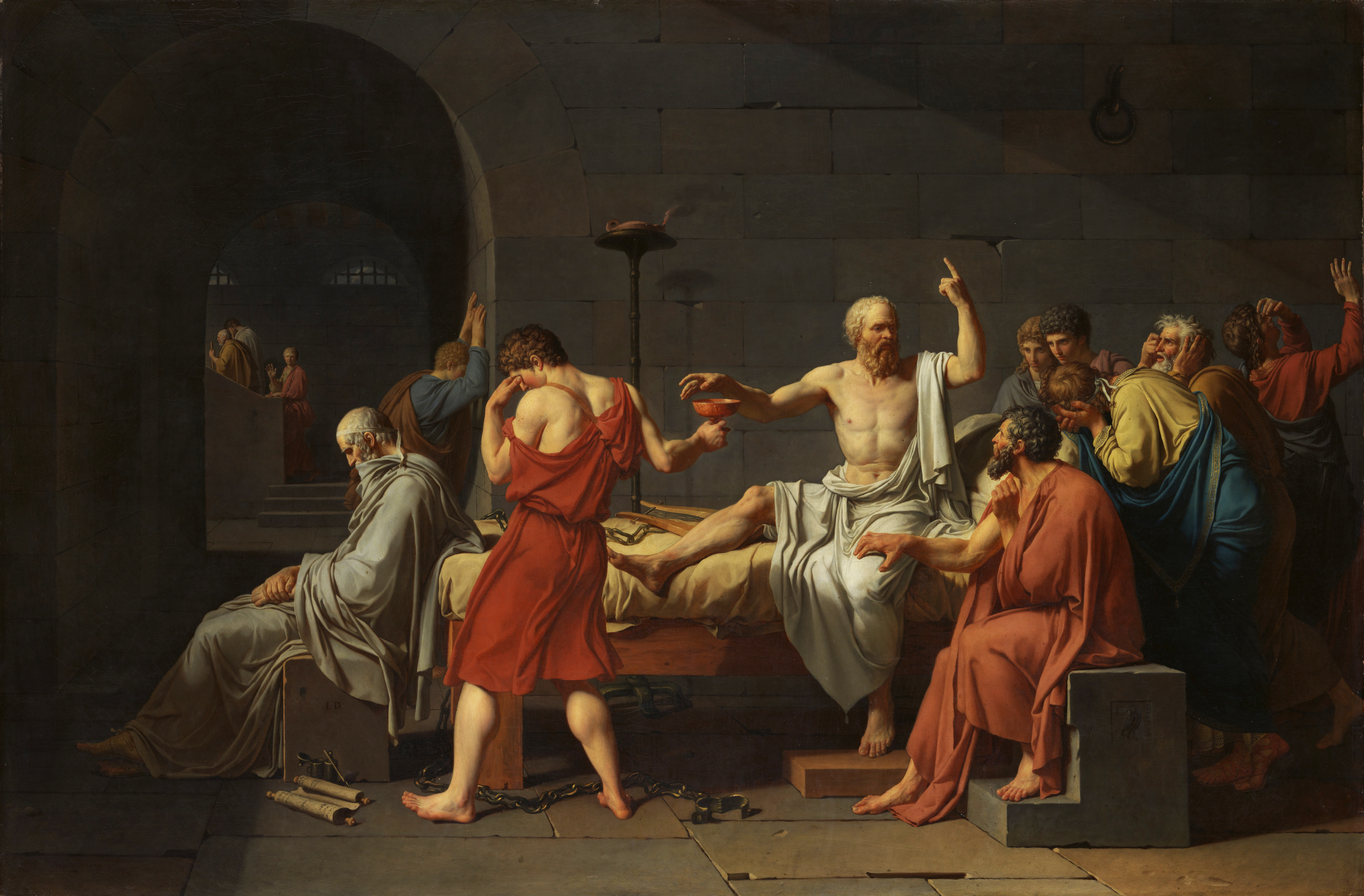
Jacques-Louis David, La Mort de Socrate, 1787,, Metropolitan Museum of Art. David incarne le courant néoclassique, que Géricault a remis en cause.

Bien que les hommes représentés dans l’œuvre aient passé treize jours à dériver sur un radeau, souffrant de la faim, de maladies et de cannibalisme, Géricault les peint musclés et en bonne santé, dans la tradition de la peinture héroïque. Selon l'historien de l'art Richard Muther, l'influence du classicisme est prégnante dans le tableau : pour lui, le fait que les personnages soient peints quasiment nus témoigne d'une volonté d'éviter de peindre des vêtements « en décalage avec l'atmosphère de l’œuvre ». Il remarque également qu'« il y a toujours quelque chose d'académique dans ces personnages, qui ne semblent pas avoir été suffisamment affaiblis par la faim et la soif, les maladies et la lutte pour la survie ».
En outre, l'influence de Jacques-Louis David est perceptible en premier lieu dans le choix d'une toile de très grande taille, mais aussi dans la tension sensible des corps des personnages, sur le modèle de la sculpture, et dans la manière de peindre un moment particulièrement crucial — la vision au loin du bateau approchant — avec hiératisme. En 1793, David peint déjà un événement contemporain d'importance dans La Mort de Marat. L'élève de David, Antoine-Jean Gros, est comme lui le « représentant d'une école au style grandiose, irrémédiablement associée à une cause perdue », mais, dans des œuvres majeures, il accorde autant d'importance à Napoléon qu'à des morts ou des mourants anonymes,. Géricault est tout particulièrement marqué par la toile réalisée par Gros en 1804, Bonaparte visitant les pestiférés de Jaffa.

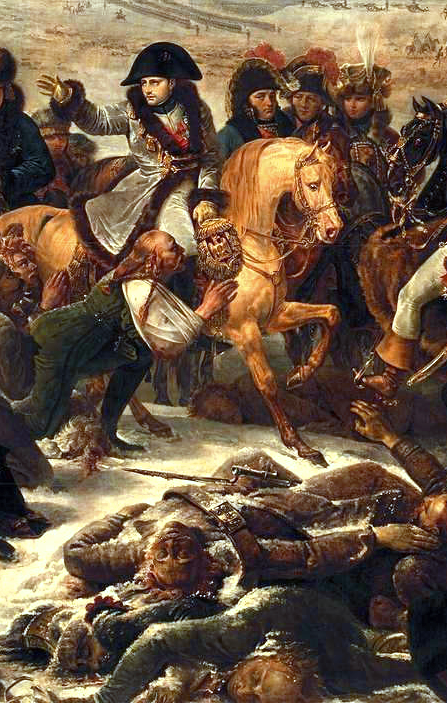
Antoine-Jean Gros, détail tiré de Napoléon à la Bataille d'Eylau, 1807, musée du Louvre. Comme Gros, Géricault avait vu et ressentait le sentiment de trouble que provoquait la violence, et était désespéré par les dégâts humains qu'elle provoque.

En raison de sa volonté de représenter la réalité avec ce qu'elle a de repoussant, Le Radeau de la Méduse est une figure marquante du mouvement romantique émergent dans la peinture française, et pose les fondements d'une révolution esthétique, en réaction au style néoclassique qui domine alors. La structure de la composition – notamment la composition pyramidale — et la manière de représenter les personnages utilisés par Géricault se rattachent au courant classique, mais le caractère réaliste du sujet incarne une évolution majeure et marque la rupture entre le courant néoclassique et le courant romantique naissant. Jusqu'en 1815, Jacques-Louis David, alors en exil à Bruxelles, est à la fois l'artiste le plus représentatif de la peinture historique — un genre très populaire qu'il contribue à enrichir — et un maître du courant néoclassique. Les deux genres survivent à travers les œuvres de peintres comme Antoine-Jean Gros, Jean-Auguste-Dominique Ingres, François Gérard, Anne-Louis Girodet, Pierre-Narcisse Guérin (qui sera le maître de Géricault ainsi que de Delacroix), et d'autres artistes sous l'influence de l’œuvre de David et Nicolas Poussin — représentant majeur du classicisme. Dans son journal, Delacroix porte un regard catégorique sur ces peintres, peu avant le Salon de 1819 : « Le curieux mélange d'éléments classiques avec un regard réaliste, que David a imposé à la peinture, perd désormais sa force et son intérêt. Le maître lui-même vit ses dernières années, exilé à Bruxelles. Son élève le plus dévoué, Girodet, un classique raffiné et cultivé, produit des œuvres sans aucune chaleur. Gérard, portraitiste de renom durant l'Empire, se rallia à l'école des grandes fresques historiques, mais sans enthousiasme ».
Le Radeau de la Méduse se rattache à cette dernière école par l'utilisation des mêmes mouvements et d'un grand format. Néanmoins, il s'en détache car il met en scène des gens ordinaires plutôt que des héros. En effet, le tableau de Géricault n'en comporte aucun, et ses personnages n'ont d'autre objectif que la survie. Selon les termes d'une critique, il représente « les espoirs déçus, la souffrance extrême, et l'instinct de survie basique qui outrepasse toutes les considérations morales et fait plonger l'homme civilisé dans la barbarie ». La musculature parfaite du personnage central, qui tente d'attirer l'attention du bateau de sauvetage, est une réminiscence du néoclassicisme, bien que le naturalisme des lumières et des ombres, l'authenticité du désespoir manifesté par les survivants et l'émotion suscitée par la composition de l’œuvre distinguent le tableau de l'austérité néoclassique. Le choix du sujet, tout comme la facture emportée du style utilisé pour dépeindre les moments de tension, sont également emblématiques du mouvement romantique,.

### Autres influences: les peintres de la Renaissance italienne et les scènes de naufrage

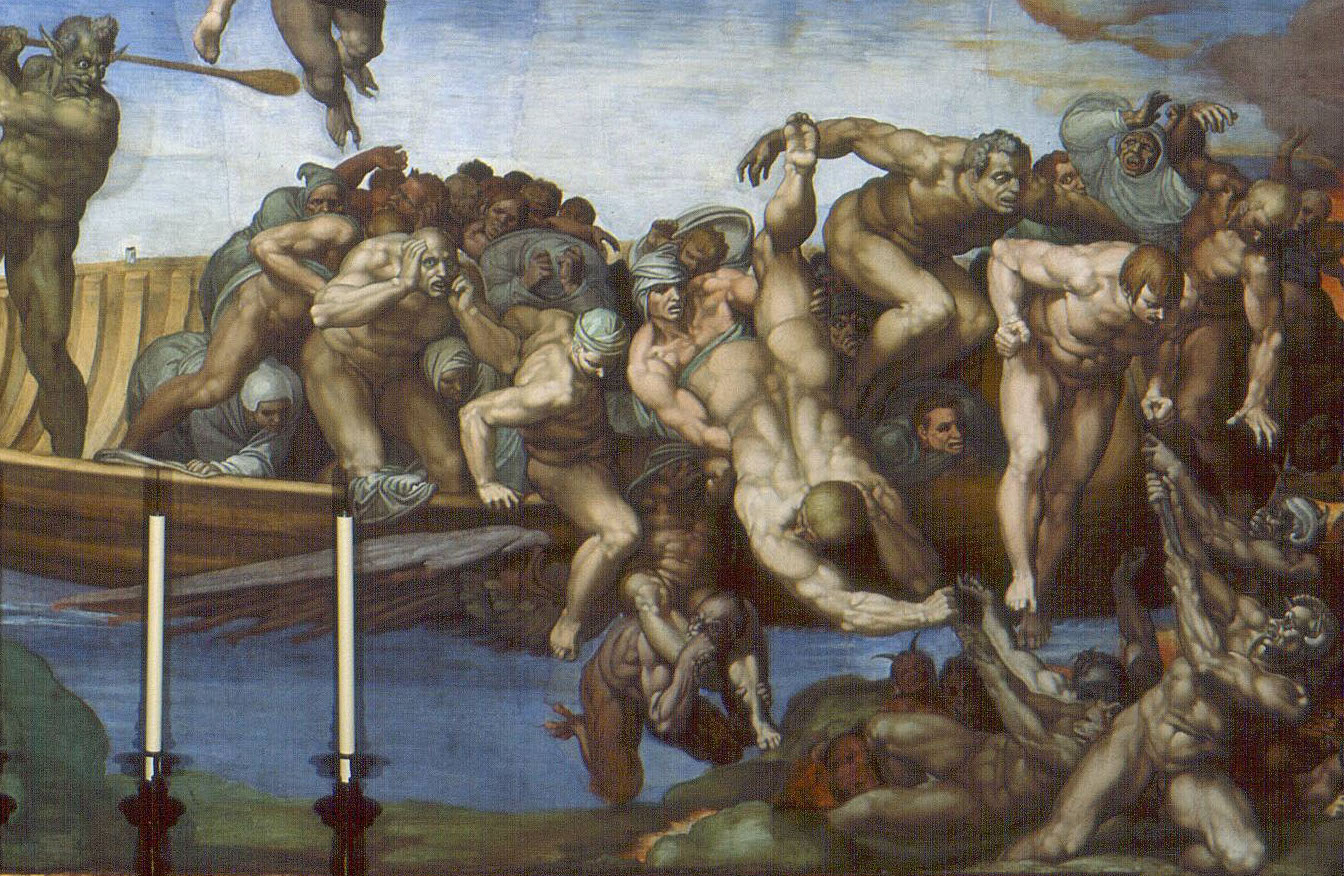
Détail du Jugement dernier ornant le plafond de la chapelle Sixtine. Géricault déclara : Michel-Ange me procura des frissons le long de la colonne vertébrale, ces âmes perdues se détruisant l'une et l'autre renforçaient la grandeur tragique de la chapelle Sixtine.

En plus du classicisme français, Géricault s'inspire des grandes œuvres de maîtres de la Renaissance, telles que La Transfiguration de Raphaël ou Le Jugement dernier de Michel-Ange. Le personnage du vieil homme au premier plan pourrait être une référence au comte Ugolin de la Divine Comédie de Dante Alighieri — une œuvre dont Géricault voit plusieurs représentations picturales —, et semble avoir été inspiré par un Ugolin issu d'un tableau d'Henry Fuseli (1741-1825), que l'artiste aurait pu voir imprimé. Dans la Divine Comédie, Ugolin se rend de surcroît coupable de cannibalisme ; or, c'est l'un des aspects les plus marquants du récit du naufrage de la Méduse. L'allusion semble ainsi suggérer le fait que ce vieil homme a commis le même crime. Une étude préliminaire pour Le Radeau de la Méduse, réalisée à l'aquarelle et conservée au Louvre, est bien plus explicite : celle-ci montre un personnage en train de ronger le bras d'un cadavre décapité.

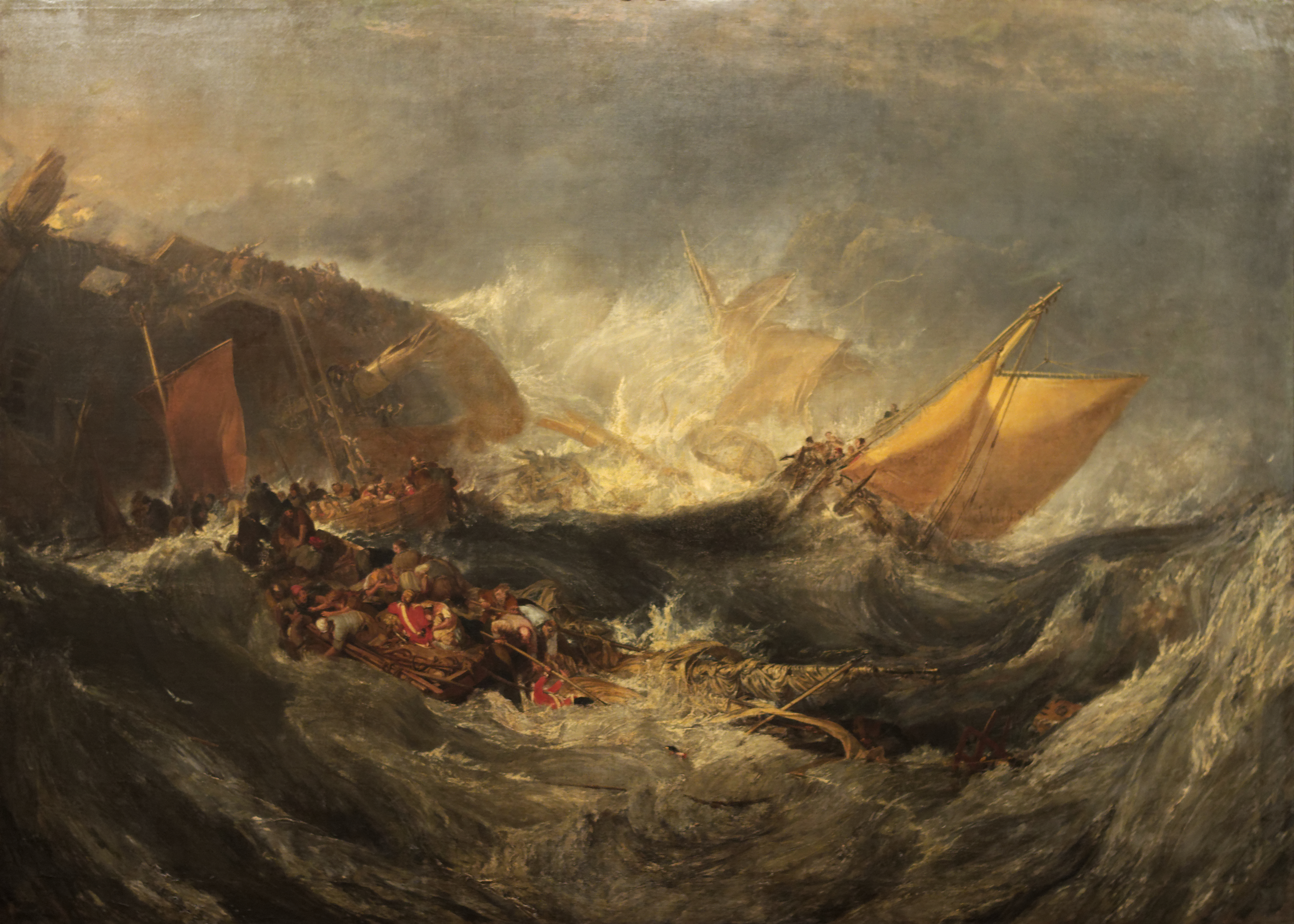
Le Naufrage du Minotaur, Joseph Mallord William Turner.

Plusieurs peintres anglais et américains, comme John Singleton Copley (1738-1815) et sa Mort du major Pierson — peinte deux ans après l'événement — s'essaient également à représenter des faits récents. De plus, cet artiste peint aussi plusieurs imposantes scènes de désastre en mer que Géricault aurait pu voir imprimées : Watson et le Requin (1778), où un homme noir est le sujet principal et où les acteurs de la scène priment sur le paysage marin, tout comme dans Le Radeau de la Méduse ; La Défaite des batteries flottantes à Gibraltar, septembre 1782 (1791), qui influence le style et le choix du sujet de l’œuvre de Géricault ; et Scène de naufrage (vers 1790), qui présente une composition manifestement similaire,. Une dernière influence, portant à la fois sur le caractère politique du tableau et sur les carcasses démembrées de ses sujets, provient de l’œuvre de Francisco de Goya, et notamment l'estampe no 39, Grande hazaña! Con muertos! (« Authentique exploit ! Avec des morts ! ») des Désastres de la guerre, série d'eaux-fortes réalisées entre 1810 et 1812, et son chef-d’œuvre de 1814, Tres de Mayo. Goya réalise également une scène de catastrophe maritime, sobrement intitulée Naufrage, mais en dépit d'une atmosphère ressemblante, la composition et le style n'ont rien en commun avec Le Radeau de la Méduse. De plus, il est improbable que Géricault ait vu le tableau,.

## Histoire du tableau

### Présentation et réception critique au Salon de 1819
Le tableau est présenté au Salon le 25 août 1819, sous le titre générique Scène de naufrage (le titre initial étant censuré afin d'éviter de s'attirer les foudres de la monarchie), bien que son sujet soit évident pour les spectateurs de l'époque. Il est incontestablement la pièce maîtresse du salon, si bien que le Journal de Paris écrit qu'« il frappe et attire tous les regards ». Louis XVIII, après avoir visité le salon trois jours avant son ouverture officielle, déclare : « Monsieur, vous venez de faire un naufrage qui n'en est pas un pour vous ». La critique se divise : l'horreur et le caractère terrifiant du sujet exercent une certaine fascination sur le public, mais les tenants du classicisme expriment leur dégoût pour ce qu'ils estiment n'être qu'un « tas de cadavres ». Ils considèrent en outre que son réalisme cru s'écarte beaucoup de la « beauté idéale » incarnée par Pygmalion et Galatée de Girodet, qui triomphe la même année. L’œuvre de Géricault soulève un paradoxe fréquent en art, à savoir celui de transformer un sujet repoussant en un tableau plein de force, et de réconcilier l'art et la réalité. Marie-Philippe Coupin de la Couperie, un peintre contemporain de Géricault, est quant à lui catégorique : « M. Géricault semble se tromper. Le but de la peinture est de parler à l'âme et aux yeux, et non de repousser le public. » Le peintre a néanmoins de fervents soutiens, tel l'écrivain et critique d'art Auguste Jal, qui admire le fait d'avoir traité d'un sujet politique, ses opinions libérales (par la mise en avant de la figure du « nègre », et la critique de l'ultra-royalisme), et sa modernité. Pour Jules Michelet, « c'est la société tout entière qui se trouve sur Le Radeau de la Méduse ».

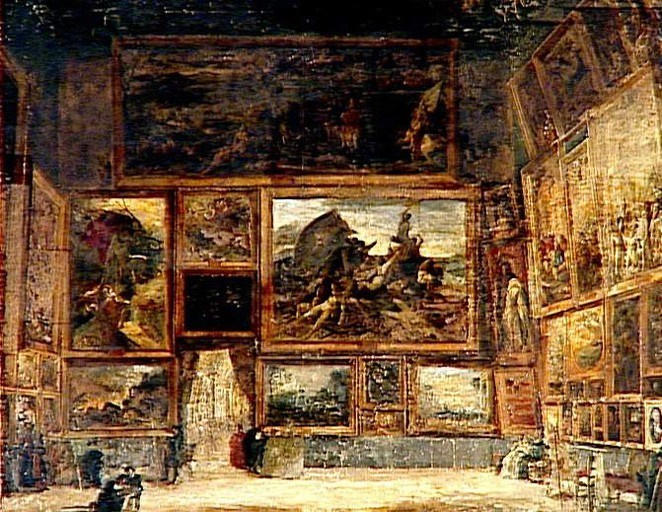
Nicolas Sébastien Maillot, Vue du Salon et de l'entrée de la grande galerie du musée royal (1831), musée du Louvre, Paris. On peut y voir de chaque côté de l'entrée, à droite Le Radeau de la Méduse et à gauche la Scène de déluge de Girodet, ainsi que des œuvres de Nicolas Poussin, Claude Lorrain et Jacques-Louis David entre autres.

L'exposition est soutenue financièrement par le roi Louis XVIII et présente près de 1 300 œuvres individuelles, 208 sculptures et de nombreux travaux d'architecture et gravures. Un critique contemporain émet l'idée selon laquelle le nombre d’œuvres présentées et la taille de l'événement témoignent d'une grande ambition. Il note également qu'une centaine de grandes fresques historiques sont exposées, dans le but d'afficher la prodigalité du nouveau régime, et que seuls quelques peintres bénéficiant d'une importante rétribution peuvent alors entreprendre des projets nécessitant autant de temps, d'énergie et de moyens financiers.
Géricault cherche délibérément à provoquer la controverse, sur les plans politique et artistique. Les critiques formulent tous des réponses à cette approche assez agressive, et leurs réactions vont de la révulsion à l'admiration, selon qu'ils appartiennent aux soutiens des Bourbons ou des libéraux. L'empathie envers les naufragés que véhicule le tableau fait que celui-ci est considéré comme un signe de ralliement à la cause anti-royaliste, à laquelle se rallient notamment deux survivants du radeau, Savigny et Corréard. Il symbolise plus généralement le mépris porté par l'aristocratie envers le peuple. En outre, le choix de placer un homme noir au centre de la composition est très controversé, et manifeste sans nul doute les opinions abolitionnistes de l'auteur. Une critique émet même l'hypothèse que l'exposition du tableau à Londres, peu de temps après, est organisée en raison de l'éclosion d'un mouvement pour l'abolition de l'esclavage en Angleterre. Le tableau est en soi une prise de position politique : en dénonçant ainsi ce capitaine incompétent car très mauvais navigateur, il pointe les travers de l'armée post-napoléonienne, dont les officiers sont en grande partie recrutés parmi les dernières familles ayant subsisté à la chute de l'Ancien Régime.
Dans l'ensemble, le tableau fait forte impression, bien que son sujet en choque beaucoup, qui refusent par conséquent d'admettre qu'il s'agit d'un véritable succès populaire. À l'issue de l'exposition, le jury du Salon lui décerne la médaille d'or mais ne va pas jusqu'à lui faire l'honneur de l'intégrer aux collections nationales du musée du Louvre. En guise de récompense, Géricault obtient une commande sur le thème du Sacré-Cœur, qu'il offre secrètement à Eugène Delacroix, avec la rémunération ; néanmoins, il appose sa signature sur l’œuvre achevée. Le peintre se retire ensuite à la campagne, où il s'évanouit de fatigue, et Le Radeau de la Méduse, n'ayant pas trouvé d'acquéreur, est roulé et entreposé dans le studio d'un ami.
Dans un état dépressif après la réalisation de cette œuvre, Géricault peignit, peut-être à la demande du docteur Georget, médecin-chef à l'hôpital de la Salpêtrière, plusieurs portraits de fous, témoignages de ses recherches de réalisme, dans les limites les plus extrêmes.

### Exposition à Londres et en Irlande (1820-1821)

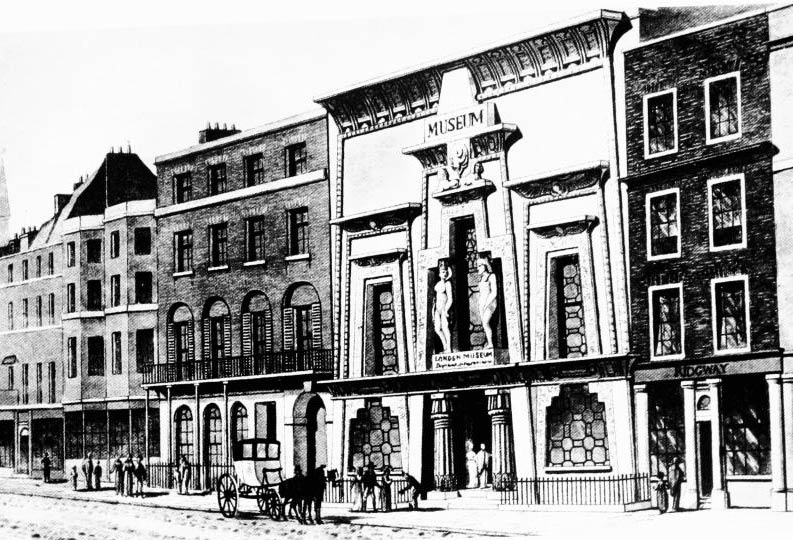
En 1820, Le Radeau de la Méduse connaît le succès lors d'une exposition à l'Egyptian Hall de Piccadilly, à Londres. Quarante mille spectateurs s'y rendent et les critiques sont bien plus enthousiastes que lors du Salon de Paris,.

Géricault fait en sorte que le tableau puisse être exposé à Londres, en 1820, à l'Egyptian Hall de Piccadilly (parfois nommé London Museum), où le naturaliste William Bullock a ses collections. L’œuvre est présentée au public du 10 juin à la fin de l'année, et est contemplée par 40 000 spectateurs. Elle connaît un succès critique bien plus important qu'à Paris, et est considérée comme la figure de proue d'une nouvelle tendance de la peinture française. Cette différence de réception publique est en partie due aux conditions d'exposition : à Paris, le tableau était suspendu en hauteur, dans le Salon carré — une erreur dont Géricault s'aperçoit lorsqu'il voit pour la première fois l’œuvre installée —, tandis qu'à Londres, elle est placée près du sol, ce qui renforce son caractère monumental. D'autres raisons peuvent également expliquer sa popularité en Angleterre, comme « un peu d'auto-congratulation nationale » ; le fait que le tableau soit perçu comme une forme de divertissement à sensation ; ou encore la présence de deux spectacles sur le thème du naufrage de la Méduse, qui se jouent en même temps que l'exposition et qui s'inspirent fortement de la description réalisée par Géricault. Le peintre touche l'équivalent de près de 20 000 francs (sa part sur le nombre d'entrées), soit beaucoup plus que ce qu'il aurait gagné si le gouvernement français avait fait l'acquisition du tableau. Après l'exposition londonienne, Bullock emmène Le Radeau de la Méduse en Irlande et l'expose à Dublin en 1821. Le succès n'est pas au rendez-vous, probablement en raison de la concurrence d'une exposition d'un panorama mobile, lequel aurait été peint sous la direction de l'un des rescapés.

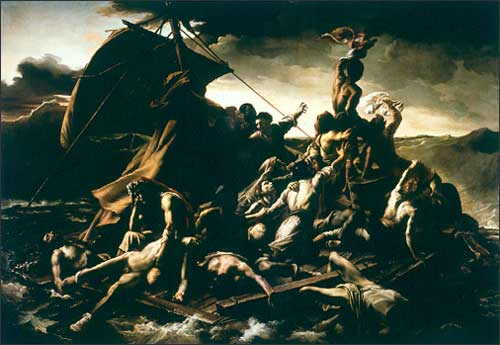
Copie de l’œuvre par Pierre-Désiré Guillemet et Étienne Antoine Eugène Ronjat, taille réelle, 1859-1860,, musée de Picardie, Amiens.

### Conservation après la mort de l'artiste
Un décret spécial du 12 novembre 1824 autorise le comte Auguste de Forbin, directeur général du musée du Louvre, à acheter Le Radeau de la Méduse au nom de l’État. La somme de six mille cinq francs est versée à Pierre-Joseph Dedreux-Dorcy, l'ami le plus proche de Théodore Géricault, qui est l'intermédiaire avec le musée durant la vente posthume. Immédiatement exposée, elle domine la galerie dans laquelle elle se trouve. Le cartouche sur le cadre du tableau porte le sous-titre suivant : « L'humanité est le seul héros de cette poignante histoire ». À une date inconnue, entre 1826 et 1830, le peintre américain George Cooke (1793-1849) réalise une copie de taille réduite (130,5 × 196,2 cm) qui sera exposée à Boston, Philadelphie, New York et Washington, devant un public ayant connaissance du scandale provoqué en France et en Angleterre par le naufrage. La critique américaine est enthousiaste, et le tableau inspire des pièces de théâtre, des poèmes, des performances scéniques et même un livre pour enfants. La copie est achetée par un ancien amiral, Uriah Philipps, qui la cède en 1862 à la New-York Historical Society, qui fait l'erreur de la cataloguer comme une œuvre de Gilbert Stuart. Elle demeure invisible au public jusqu'en 2006, lorsque l'erreur est révélée par une enquête menée par une professeur d'histoire de l'art de l'université du Delaware. Le département de conservation des œuvres artistiques de l'université en entreprend immédiatement la restauration.
En 1859-1860, en raison de la détérioration de l’œuvre originale au fil du temps (l'huile était cuite avec trop de plomb et se noircissait), le Louvre en commande une copie conforme à l'échelle destinée à être prêtée pour des expositions hors du musée. Les peintres Pierre-Désiré Guillemet et Étienne Antoine Eugène Ronjat sont chargés de l'exécution de cette copie, conservée aujourd'hui au musée de Picardie à Amiens, à qui elle fut attribuée lors de son ouverture en 1867.
À l'automne 1939, Le Radeau de la Méduse est retiré du musée en raison des menaces de guerre. Un camion transportant habituellement du matériel destiné aux pièces de la Comédie-Française conduit le tableau au château de Versailles dans la nuit du 3 septembre. Plus tard, ce dernier est déplacé au château de Chambord où il est conservé jusqu'à la fin de la Seconde Guerre mondiale. Conservée au sein du Département des peintures, sous le numéro d'inventaire INV 4884, l’œuvre est exposée dans l'aile Denon, en salle 700 (dite Mollien), de 1945 à aujourd'hui. Elle y côtoie 26 autres œuvres pour la plupart liées aux courants néoclassique et romantique, dont trois tableaux de Théodore Chassériau, quatre tableaux d'Antoine-Jean Gros, un portrait de Jeanne d'Arc en armure réalisé par Ingres, et surtout huit tableaux d'Eugène Delacroix, le grand ami de Géricault — dont Scènes des massacres de Scio, La Mort de Sardanapale et La Liberté guidant le peuple. En outre, elle se trouve à proximité de deux autres tableaux de Géricault : Cuirassier blessé quittant le feu (1814), et Officier de chasseurs à cheval de la garde impériale chargeant (1812).

## Influence de l’œuvre sur les arts

### Son influence dans l’œuvre d'artistes postérieurs

#### En France: Delacroix, Courbet et Rodin
Dans sa jeunesse, Géricault est le peintre favori de Delacroix, bien qu'il admirât l’œuvre d’Antoine-Jean Gros toute sa vie. Dans son journal, il écrit d'ailleurs ceci : « Géricault m'avait permis de contempler Le Radeau de la Méduse alors qu'il était encore en train d'y travailler. Cela eut un tel effet sur moi qu'à peine sorti de l'atelier, je commençai à courir tel un forcené jusqu'à chez moi, sans que rien ne puisse m'arrêter. »,. La composition dramatique des tableaux de Géricault, avec ses contrastes de ton marqués et ses mouvements hors du commun, pousse Delacroix à oser s'essayer à des formats de grande taille. On peut déceler l'influence du tableau dans La Barque de Dante (1822), ainsi que certaines œuvres plus tardives, telles que Le Naufrage de Don Juan (1840).

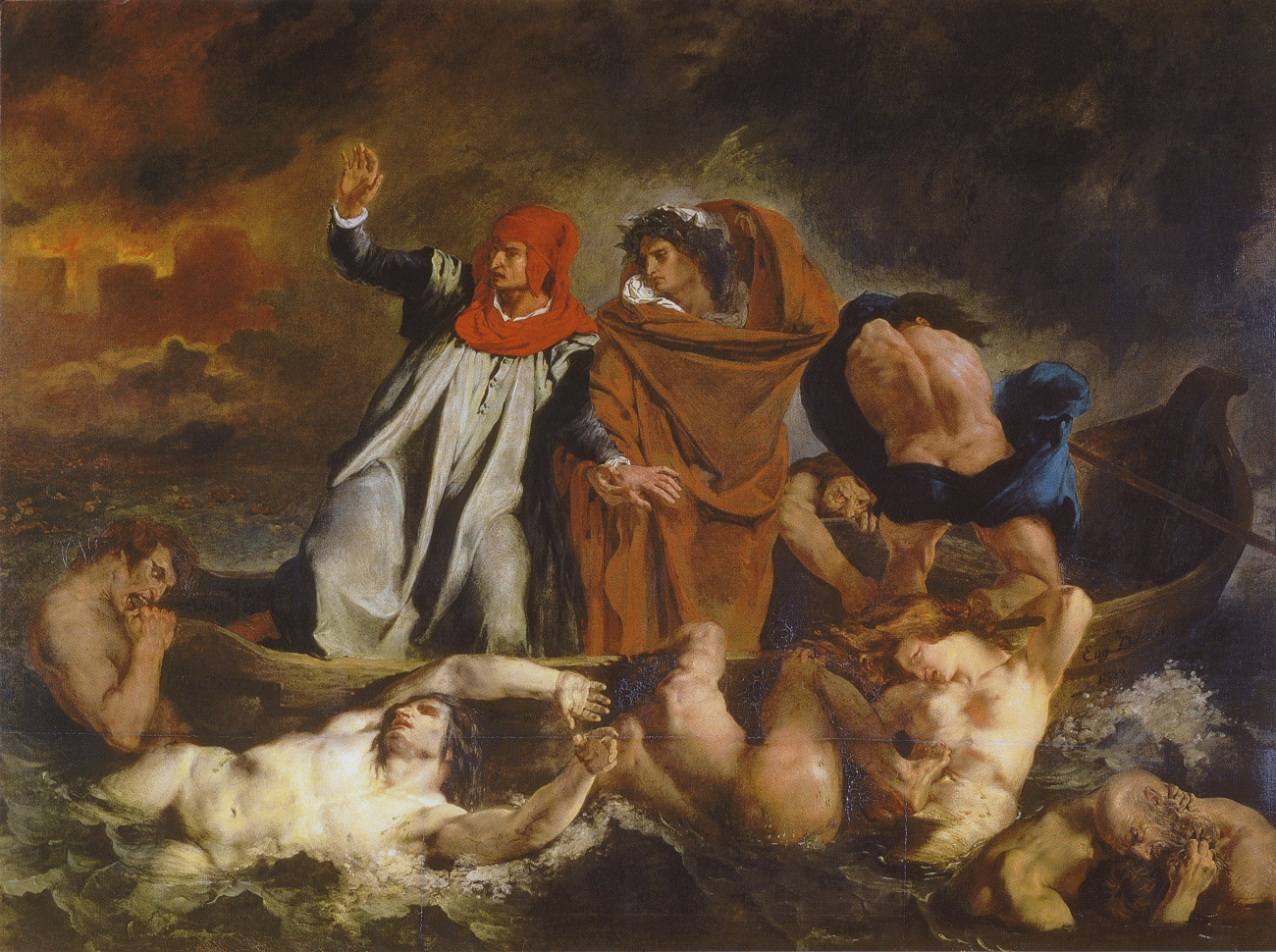
Eugène Delacroix, La Barque de Dante, 1822, musée du Louvre, Paris. L'influence du Radeau de la Méduse sur les travaux du jeune Delacroix est ici évidente, et se retrouve dans les œuvres futures du peintre.

Le chef-d’œuvre de Delacroix, La Liberté guidant le peuple (1830), serait également directement inspiré du Radeau de la Méduse ainsi que d'un autre tableau de Delacroix, Scènes des massacres de Scio. Cependant, comme l'écrit le critique Hubert Wellington : « Alors que Géricault portait un intérêt particulier aux détails, au point de rechercher des rescapés afin de les prendre pour modèles, Delacroix trouvait sa composition plus vivante si on la comprenait comme un tout. Il concevait ses personnages et ses foules comme des types humains, soumis à la domination de la figure symbolique de la Liberté républicaine, qui est l'une de ses inventions formelles les plus brillantes ».

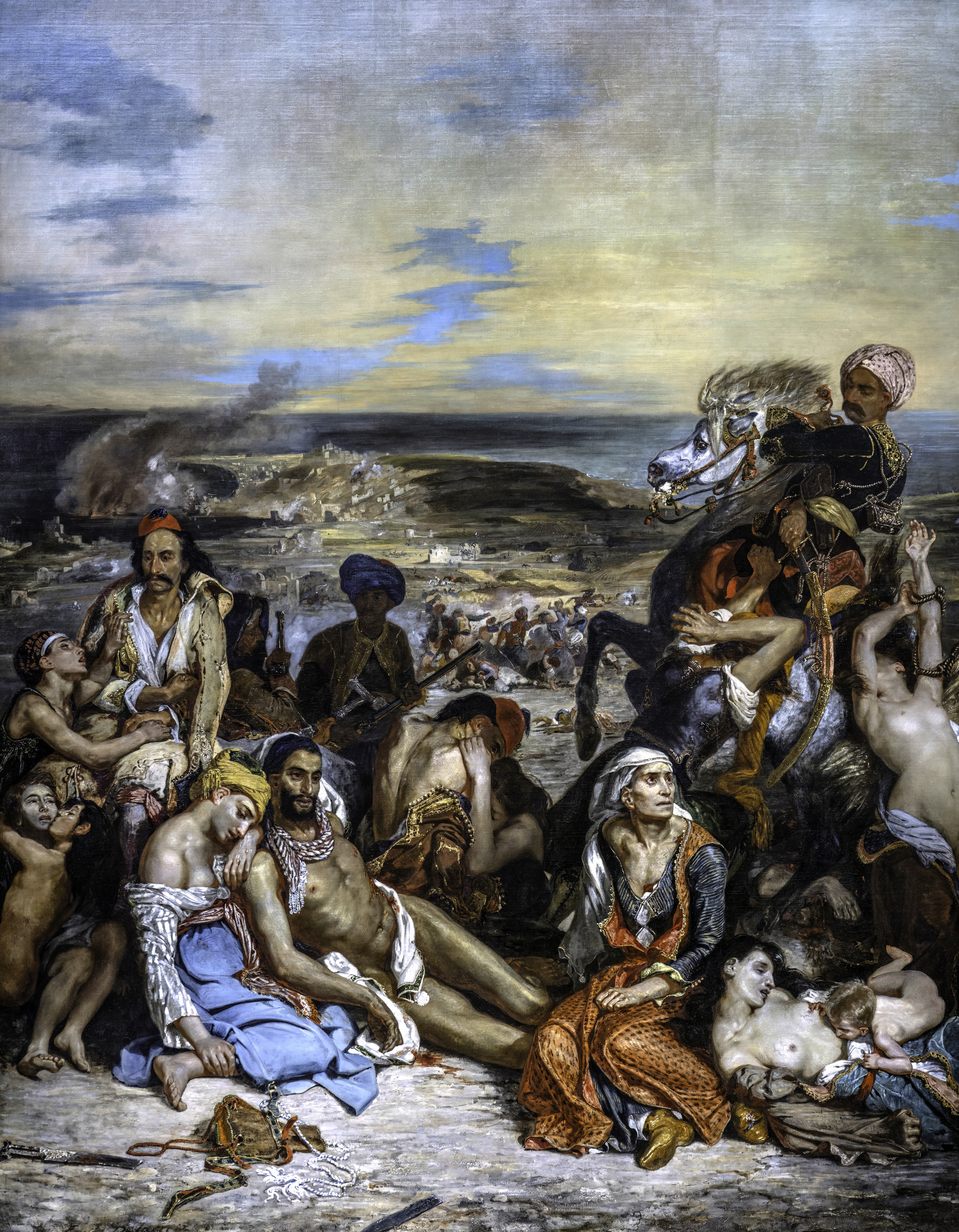
Eugène Delacroix, Scènes des massacres de Scio, 1824,, musée du Louvre, Paris. Ce tableau, directement inspiré du Radeau de la Méduse, fut de surcroît peint en 1824, l'année de la mort de Géricault.

Bien que Gustave Courbet (1819-1877), figure majeure du mouvement réaliste, soit décrit comme un peintre anti-romantique, ses tableaux les plus importants dont Un enterrement à Ornans (1849-1850) et L'atelier de l'artiste (1855) doivent beaucoup au Radeau de la Méduse. Cette influence est non seulement sensible dans le choix d'un grand format, mais aussi dans sa volonté de représenter les gens ordinaires, les événements politiques contemporains et les lieux existants avec toute l'épaisseur du quotidien. En 2004, une exposition consacrée à Courbet au Clark Art Institute (Massachusetts, États-Unis), à partir de la collection du musée Fabre de Montpellier, a pour ambition de mettre en perspective des peintres réalistes du XIXe siècle, tels que Honoré Daumier (1808-1879) ou les premières œuvres du jeune Édouard Manet (1832-1883), avec des peintres romantiques, dont Géricault et Delacroix. L'exposition effectue des comparaisons entre ces différents artistes et note que Le Radeau de la Méduse a eu une influence capitale sur les peintres réalistes. Le critique Michael Fried estime ainsi que Manet s'est directement inspiré de la figure du père berçant son fils pour son tableau Les Anges au tombeau du Christ (1864).
Le tableau de Géricault inspire également des sculpteurs, dont Antoine Étex, qui réalise en 1839-1840 un bas-relief en bronze à l'effigie du Radeau de la Méduse. Financée par le fils naturel du peintre, Hippolyte-Georges Géricault, cette sculpture orne son tombeau au cimetière du Père Lachaise. Albert Elsen, professeur d'histoire de l'art à l'université Stanford, voit quant à lui en Le Radeau de la Méduse et en Scènes des massacres de Scio une influence majeure du geste grandiose réalisé par Auguste Rodin dans son groupe de sculptures monumental La Porte de l'Enfer (1880-1917). Il écrit que « Scène des massacres de Scio et Le Radeau de la Méduse ont fait se confronter Rodin aux victimes anonymes et innocentes des tragédies de l'histoire, dans un format gigantesque... Si Rodin était certes avant tout inspiré par Le Jugement dernier de Michel-Ange, il avait néanmoins Le Radeau de la Méduse en guise d'encouragement ».

#### En Angleterre, en Russie et aux États-Unis
L'influence du Radeau de la Méduse se fait sentir chez des artistes en dehors de France, notamment en Angleterre, où le public a pu voir l’œuvre exposée en 1820 à Londres, ainsi qu'aux États-Unis, où une copie à taille réelle est exposée dans de nombreuses villes de la côte est,. Francis Danby, un peintre britannique né en Irlande, est probablement inspiré par le tableau de Géricault lorsqu'il peint Crépuscule sur la mer après la tempête (1824). En 1829, il écrit par ailleurs que Le Radeau de la Méduse est « la fresque historique la plus brillante et la plus grandiose qu'il lui ait été donné de voir ».

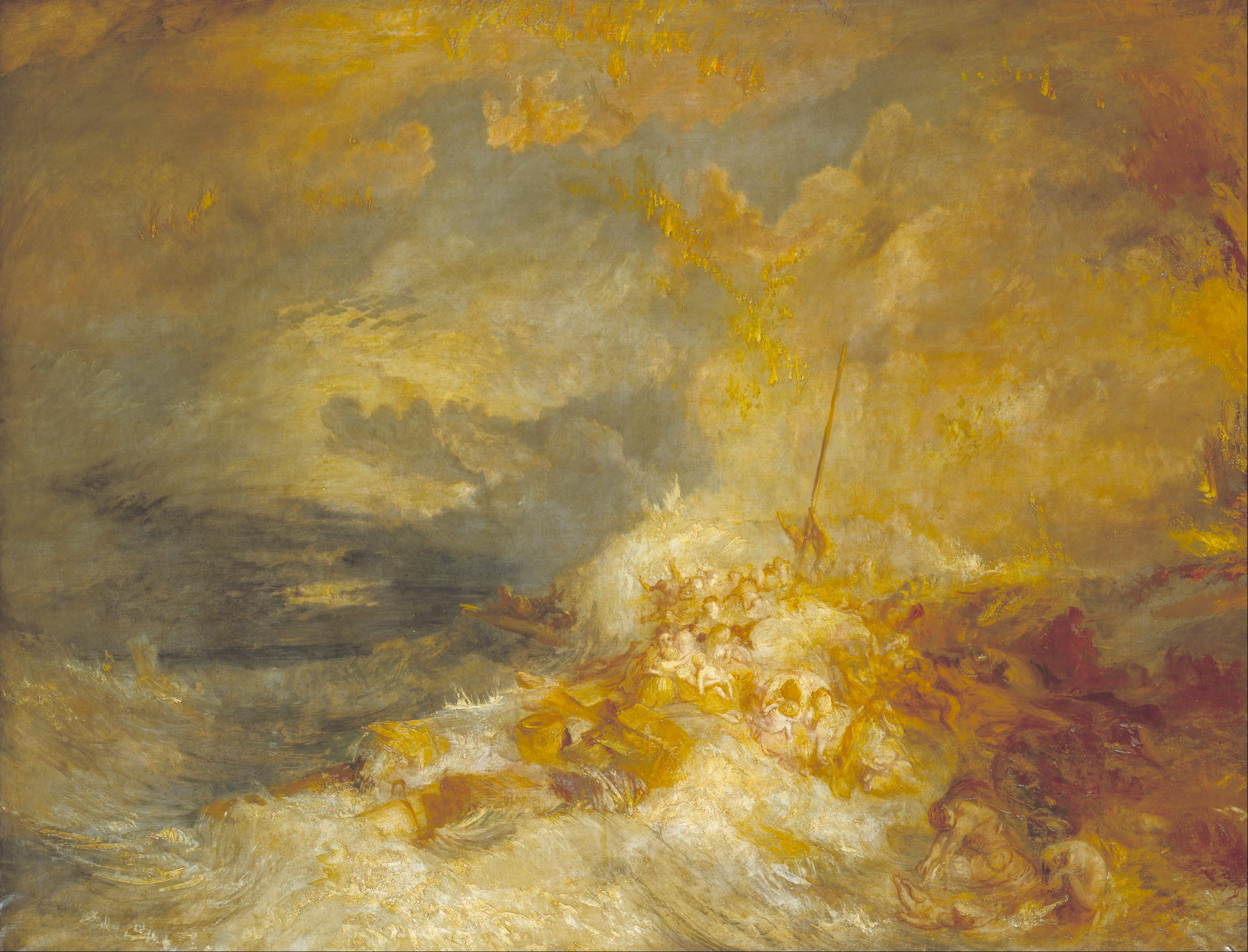
J. M. W. Turner, Désastre en mer (également connu sous le nom Le Naufrage de l'Amphitrite), entre 1833 et 1835,, Tate Britain, Londres. Turner avait très certainement vu le tableau de Géricault en 1820 à Londres.

Le thème de la catastrophe maritime est souvent utilisé par J. M. W. Turner (1775-1851), lequel, comme beaucoup de peintres anglais, a probablement vu le tableau de Géricault lors de son exposition à Londres en 1820. Son Désastre en mer (peint entre 1833 et 1835) représente un acccident similaire : un vaisseau anglais ayant coulé et des personnages mourants au premier plan de l’œuvre. Turner choisit également de placer au centre de la composition un personnage noir de peau, lui aussi en raison de ses opinions abolitionnistes, dans son tableau Le Négrier (1840).
En Russie, les romantiques français et anglais exercent une grande influence sur les peintres de la seconde moitié du XIXe siècle, et notamment sur Ivan Aïvazovski (1817-1900). Peintre de paysages marins, ce dernier est manifestement inspiré par les premières œuvres de Turner, avant d'évoluer vers l'impressionnisme à la fin de sa carrière. Son tableau le plus célèbre, La Neuvième Vague (1850), est toutefois très proche du Radeau de la Méduse, tant dans sa thématique que son exécution. À l'instar de Géricault, Aïvazovski met en scène le combat de l'homme contre les éléments naturels et crée un effet d'attente chez le spectateur, qui se demande si les naufragés seront finalement secourus.

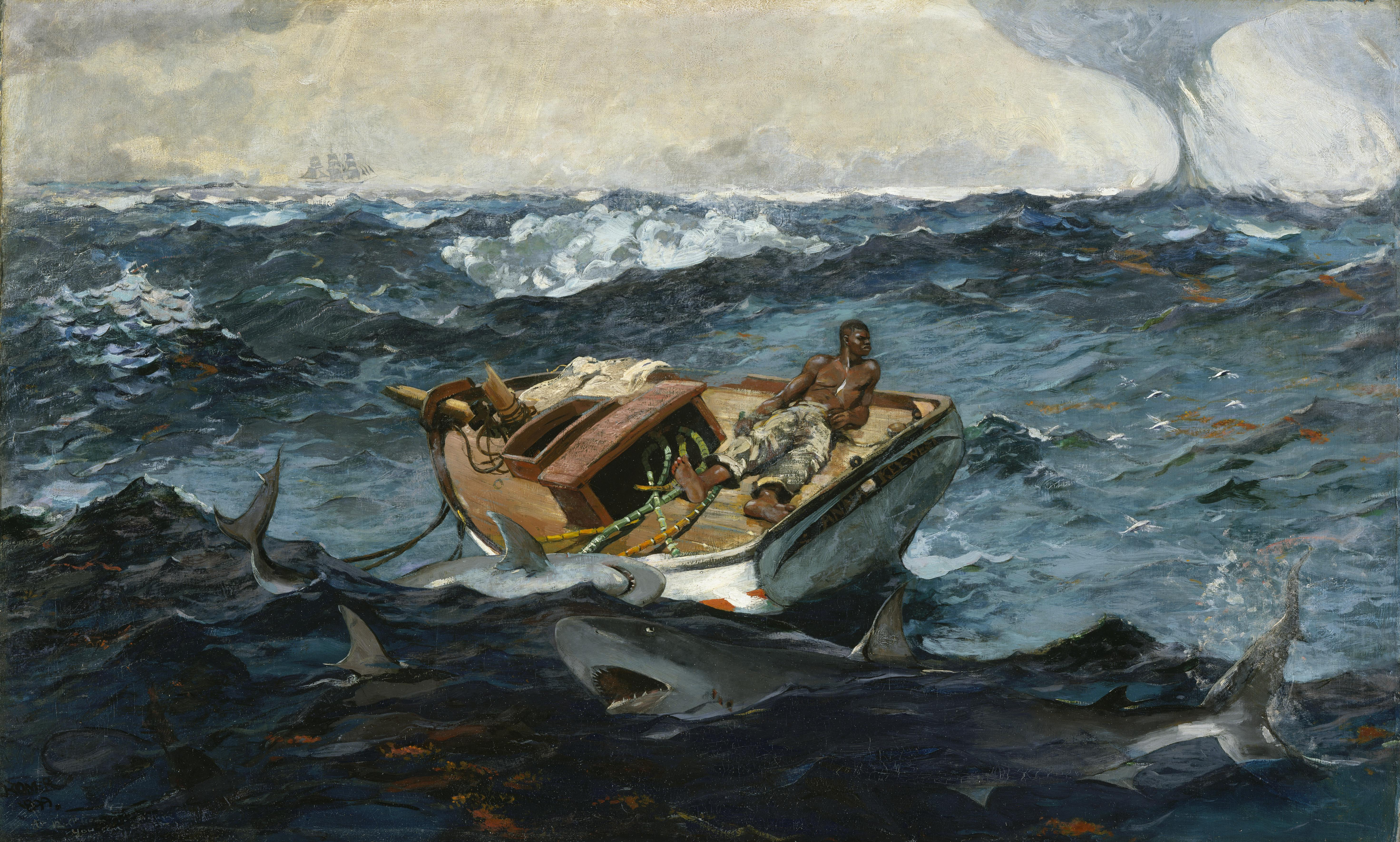
Winslow Homer, The Gulf Stream, 1899,, Metropolitan Museum of Art, New York.

The Gulf Stream (1899), du peintre américain Winslow Homer (1836-1910), reproduit la composition du Radeau de la Méduse : une embarcation endommagée au centre du tableau, entourée par les requins et menacée d'être chavirée par les vagues. À nouveau, comme Géricault et Turner, Homer fait d'un homme noir le personnage central de la scène, même s'il est le seul occupant du rafiot. Un bateau à peine visible au loin rappelle l’Argus, un brick qui accompagnait la Méduse et que Géricault avait représenté minuscule à l'arrière-plan. Toutefois, il s'agit ici d'une œuvre appartenant au courant réaliste et non romantique, notamment en raison du caractère stoïque et résigné du personnage central. Dans des tableaux antérieurs, la situation de l'homme aurait traduit soit une espérance, soit un profond désespoir ; désormais, elle traduit une « rage contenue »

#### Dans l'art contemporain
L’œuvre de Géricault n'inspire guère les artistes au tournant du XXe siècle, mais a une influence sur de nombreux artistes contemporains, notamment à partir des années 1970. En 1975, un collectif de peintres nommé « Les Malassis » réalise une fresque librement inspirée du tableau sur les façades du centre commercial Grand'Place à Grenoble. Dans cette série de panneaux monumentaux (2 000 m2) intitulée Onze variations sur Le Radeau de la Méduse ou La Dérive de la société, ce collectif proche de mouvements d'extrême gauche de l'après Mai 68 dénonce les dérives de la société de consommation en dépeignant un univers consumériste, entre frites congelées et boîtes de conserve. En 1987, l'artiste plasticien Jean-Claude Meynard réalise une série picturale de quinze grandes toiles intitulée : Le Radeau des Muses. Il y aborde la question de la survie du sujet en peinture. La même année, Speedy Graphito présente une exposition sur le thème du Radeau de la Méduse : « Le Radeau des Médusés ». Six cents exemplaires d'un ouvrage avec les principales toiles de l'exposition et un texte relatant l'histoire imaginaire d'un de ses ancêtres qui aurait fait partie des survivants du radeau de la Méduse  sont édités. L'artiste islandais Erró réalise une toile nommée Poupée du radeau de la Méduse et conservée au Reykjavik Art Museum, sur le site de Hafnarhus. Enfin, au début des années 1990, le sculpteur John Connell réalise une œuvre nommée The Raft Project : il récrée pour cela Le Radeau de la Méduse en produisant des sculptures grandeur nature représentant les personnages du tableau (bois, papier et goudron), puis en les plaçant sur un grand radeau de bois.
L’œuvre continue à inspirer les artistes au XXIe siècle. Le photographe Sergueï Ponomariov (en) du New York Times remporte le prix Pulitzer de la photographie d'actualité en 2016 pour sa photo d'une embarcation de migrants aux abords des côtes de l'île de Lesbos qui rappelle la toile de Théodore Géricault

### Son influence dans la littérature et la culture populaire

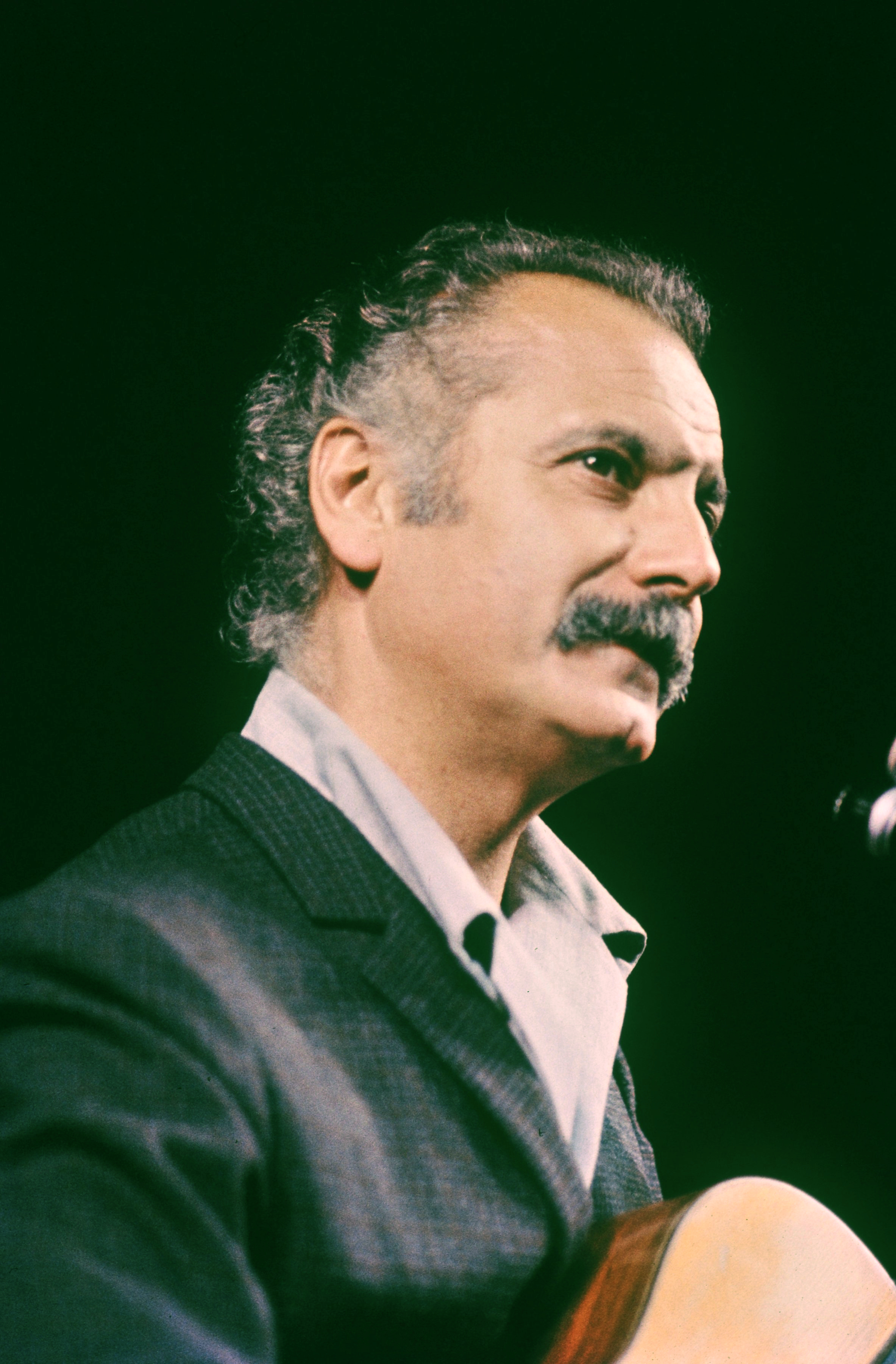
Georges Brassens fait référence au Radeau de la Méduse dans l'une de ses plus célèbres chansons, Les Copains d'abord.

En raison de sa célébrité et de son influence importante sur les arts, Le Radeau de la Méduse est l'objet de nombreuses références dans la littérature et la culture populaire. Dans L'Assommoir (1877), Émile Zola en fait mention, lorsque la noce se rend au musée du Louvre. L'écrivain François Weyergans transpose le mythe dans la société contemporaine, dans un roman homonyme paru en 1983.
Les références au tableau sont encore plus nombreuses en bande dessinée. Hergé reprend ainsi la composition du tableau dans la couverture de Coke en stock (1958), le dix-neuvième album des Aventures de Tintin, dont le récit se passe en partie sur un radeau de fortune. Dans une scène où le capitaine Haddock tombe à l'eau et remonte à la surface avec une méduse sur la tête, Tintin lui demande : « Vous voulez donc à tout prix que ce soit réellement Le Radeau de la Méduse ? ». De même, dans Astérix légionnaire (1967) de René Goscinny et Albert Uderzo, le radeau sur lequel finissent les pirates après que les Gaulois ont coulé leur navire est une copie fidèle du Radeau de la Méduse ; l'allusion est en outre redoublée par une phrase prononcée par le chef des pirates (« Je suis médusé »). Cette allusion est mise en image par le réalisateur Alain Chabat dans le film Astérix et Obélix : Mission Cléopâtre (2002), lors du dernier naufrage des pirates. Le dessinateur Fred, dans Le Naufragé du « A » (1972), fait lui aussi référence au tableau, tout comme les auteurs de la série De cape et de crocs, dans le tome 8, ou André Chéret dans un album de Rahan. De nombreuses caricatures politiques, notamment dans Le Canard enchaîné et Le Figaro, reprennent la composition du tableau.
Le Radeau de la Méduse a également prêté son titre à un film d'Iradj Azimi sorti en 1998. Il s'agit d'un film historique retraçant l'épisode du naufrage de la Méduse et la conception du tableau de Géricault, où ce dernier est interprété par Laurent Terzieff et où le capitaine Chaumareys est joué par Jean Yanne. 
Dans son album de 1964 intitulé Les Copains d'abord, Georges Brassens fait référence au radeau dans la chanson éponyme : « Non, ce n'était pas le radeau / De la Méduse, ce bateau / Qu'on se le dis’ au fond des ports / Dise au fond des ports ». En 1990, le groupe de folk rock irlandais The Pogues relate cet événement et la toile de Géricault dans la chanson The Wake of the Medusa sur l'album Hell's Ditch. Quelques années plus tôt, la pochette de leur album Rum, Sodomy, and the Lash (1985) était déjà un pastiche du tableau, tout comme celle du deuxième album du groupe de doom metal allemand Ahab, The Divinity of Oceans (2009). Le photographe Gérard Rancinan revisite le tableau dans une photographie intitulée Le Radeau des illusions en 2008, et le réalisateur Laurent Boutonnat s'en inspire dans le clip de la chanson Les Mots, interprétée par Mylène Farmer et Seal.
Le tableau fait partie des « 105 œuvres décisives de la peinture occidentale » constituant le Musée imaginaire de Michel Butor, paru en 2015 et réédité en 2019. Il apparaît en 2018 dans le clip vidéo Apeshit de Beyoncé et Jay-Z.
Le groupe de death métal mélodique français Aephanemer lui consacre la chanson Le Radeau de la Méduse dans son album A Dream of Wilderness.
Le tableau est au cœur d'une des enquêtes de la série de France 2 L'Art du crime (saison 1, enquête 3, 2017).